# Менський зоопарк
Ме́́нський зоопа́рк — зоологічний парк загальнодержавного значення у місті Мена, Чернігівська область. Площа становить 9 га. Візитна картка міста Мена. Директор — Чирва Зінаїда Сергіївна.

## З історії та сьогодення
Зоопарк у Мені був відкритий у 1975 році місцевими любителями природи з метою організації екологічної освітньо-виховної роботи, створення експозицій рідкісних екзотичних та місцевих видів тварин, збереження їх генофонду, вивчення дикої фауни і розробки наукових основ її розведення у неволі.

Ініціатором створення Менського зоопарку був голова Менського міської ради Білий Володимир Петрович . Читаючи обласну газету «Деснянська правда» Білий В. П. звернув увагу на маленьку статтю з портретом сержанта ДАІ Полосьмак Г. І. У статті говорилось про те що в обійсті господаря отримали притулок багато диких тварин і птахів. Старання Геннадія Івановича, пожертвування самим собою заради природи навело  Білого Володимира Петровича на думку про підтримку цього проекту. Завдяки ініціативі та наполегливості Білого В. П. в 1975 році райком затвердив створення зоопарку і виділив для нього землю.
У 1983 році Менському зоопарку надано статус зоологічного парку загальнодержавного значення.
На початку 1990-х років зоопарк у Мені міг зникнути, адже місцева влада відмовилась від нього. Тоді, щоб якось «втриматись на плаву», керівництво звіринцю змушене було продати частину тварин із колекції.
Заклад вистояв у важких умовах, і у теперішній час (2000-ні) в Менському зоопарку утримуються земноводні, плазуни, риби, птахи та ссавці. Колекція налічує 560 тварин 120 видів, 17 з яких занесено до Міжнародної Червоної Книги. Найбільшу цікавість у відвідувачів викликають примати, тигр, лев, бурі ведмеді, бізони, антилопи нільгау, верблюд, крокодили, пітони, папуги та ін.
Зоопарк є чудовою зоною відпочинку. За рік зоопарк відвідує близько 30 тисяч дорослих і дітей не тільки з Мени, району та області, а й з інших куточків України та близького зарубіжжя.
Зоопарк підтримує постійні зв'язки з іншими зоопарками України. Колекція тварин постійно поповнюється за рахунок придбання тварин у інших зоопарках та одержання приплоду від тварин, які тут утримуються.

## Нещасні випадки
14 січня 2006 року, в зоопарку Мени ведмідь відірвав обидві руки 15 річному  Олегу Єрмоленку.
5 лютого 2021 р. у зоопарку стався нещасний випадок. Під час годування, 6-річний тигр Шерхан напав на працівника зоопарку. Від отриманих травм людина загинула. Розпочато кримінальне провадження.

### Галерея риб, земноводних та інших

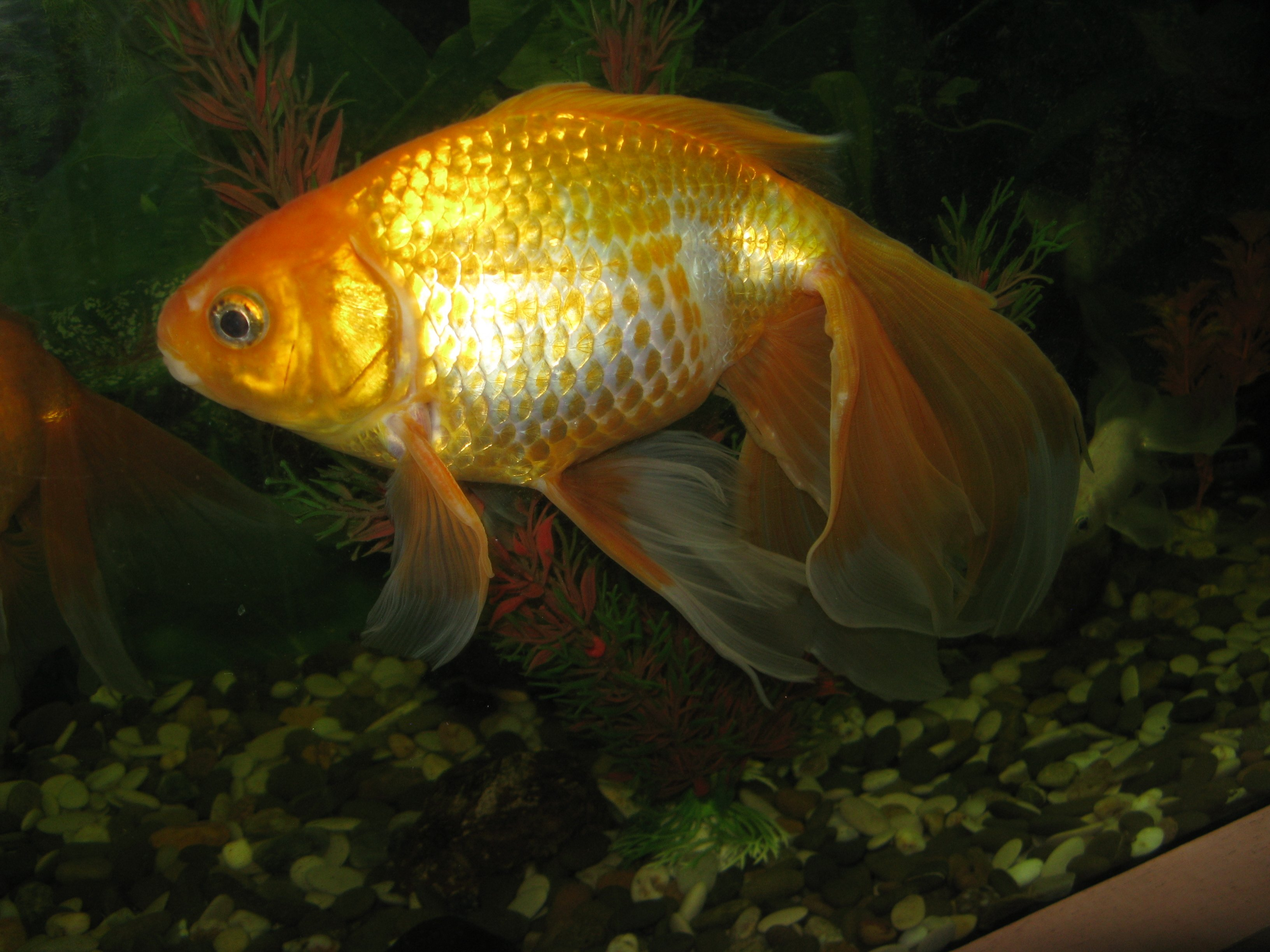
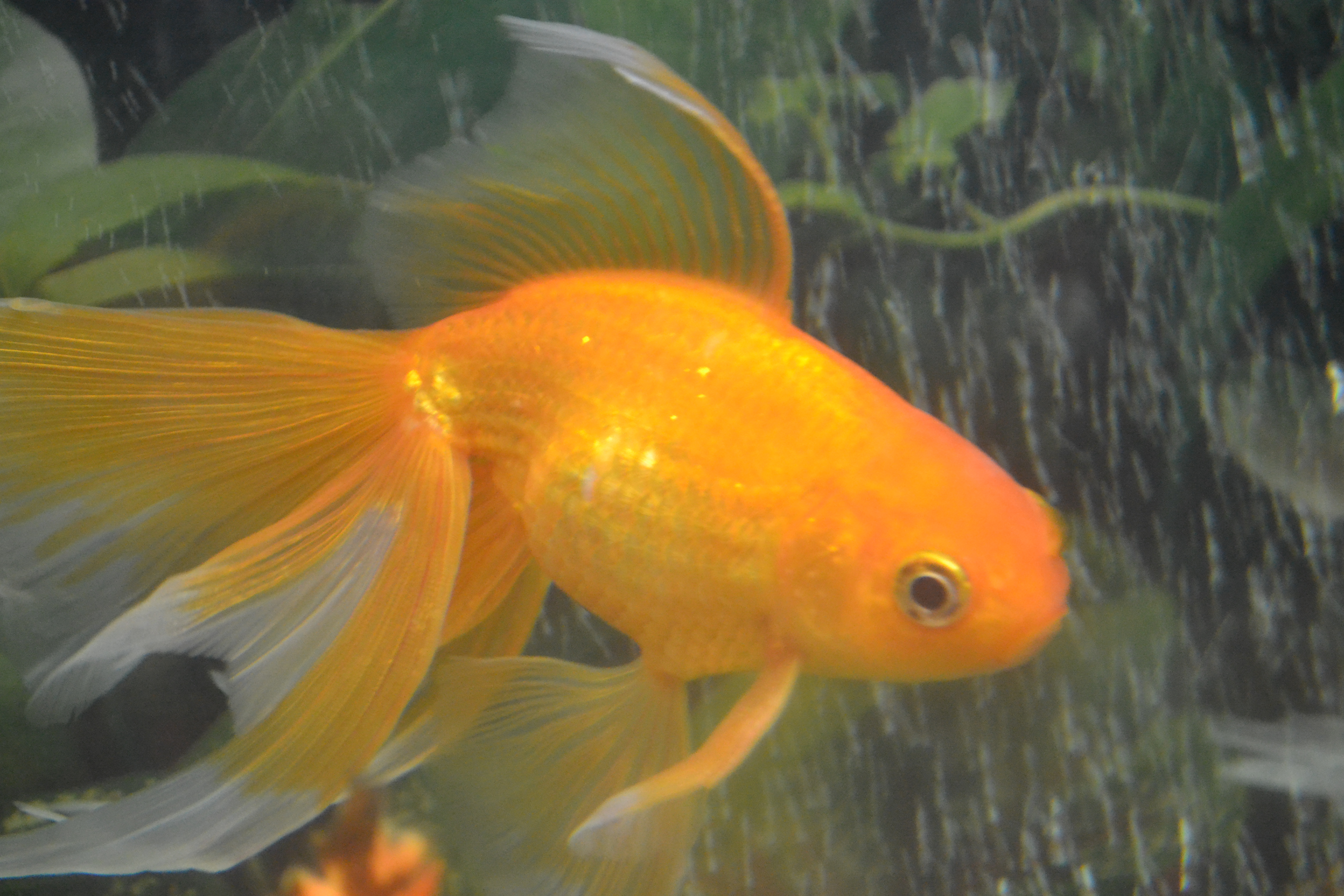
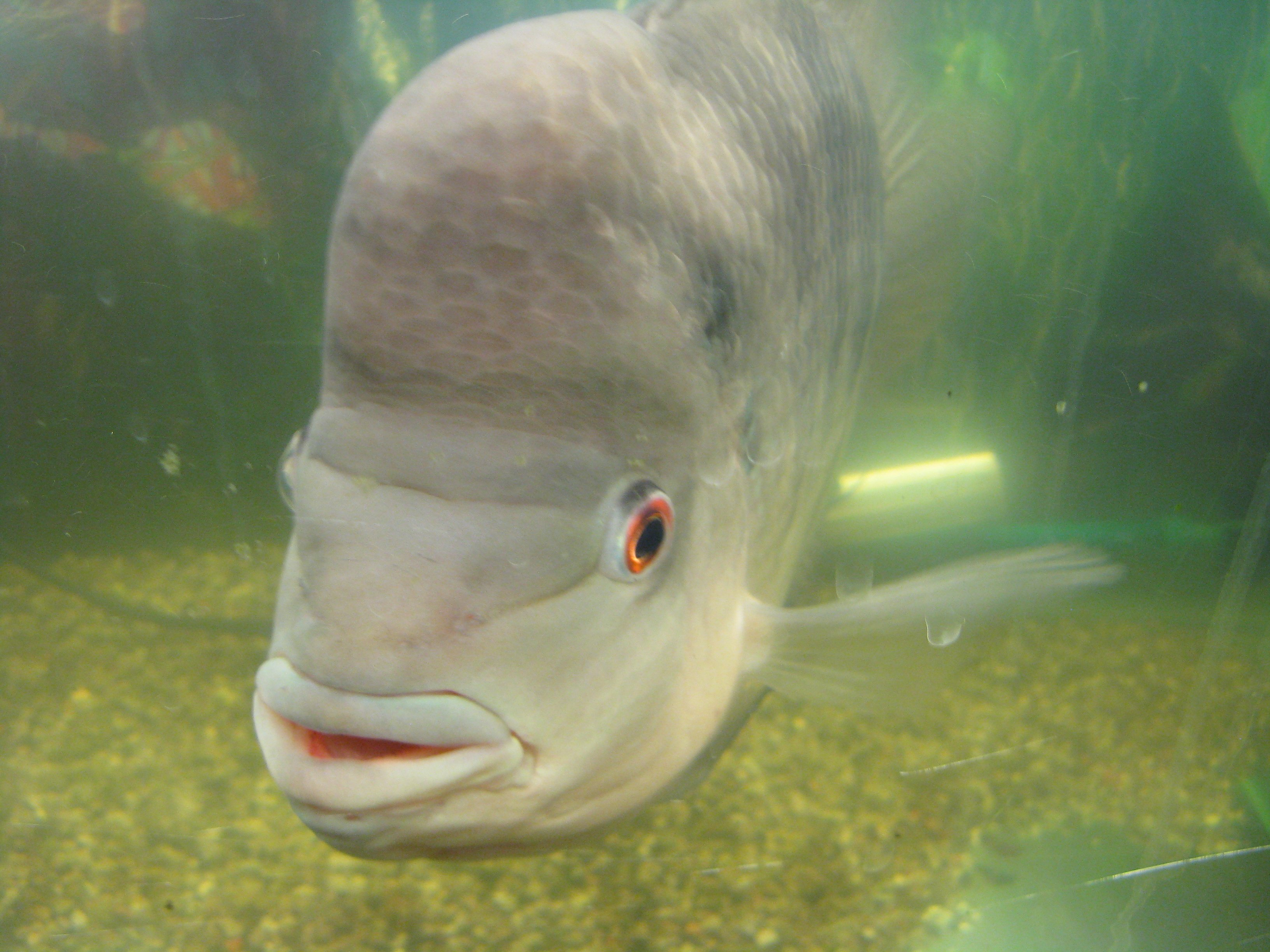
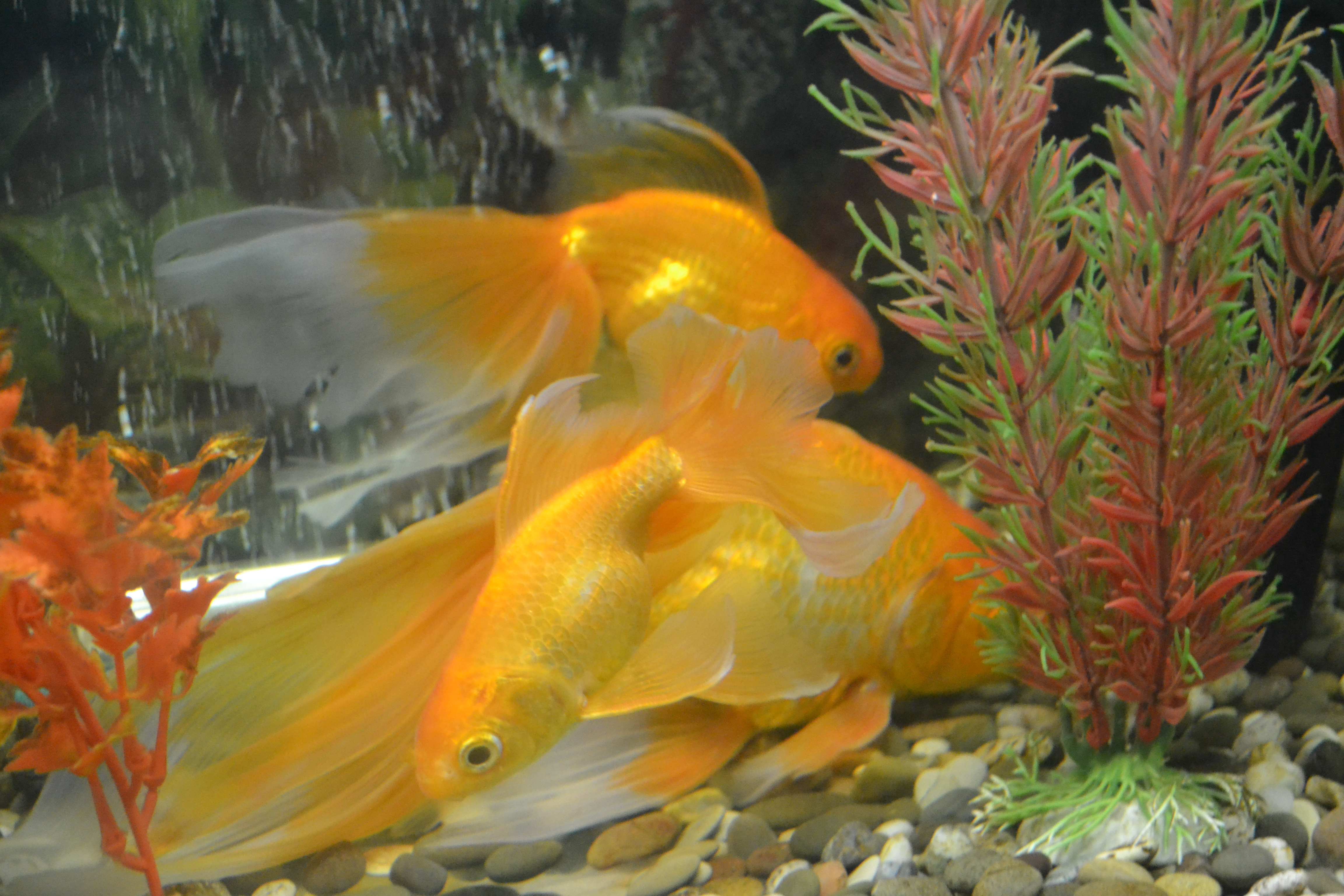
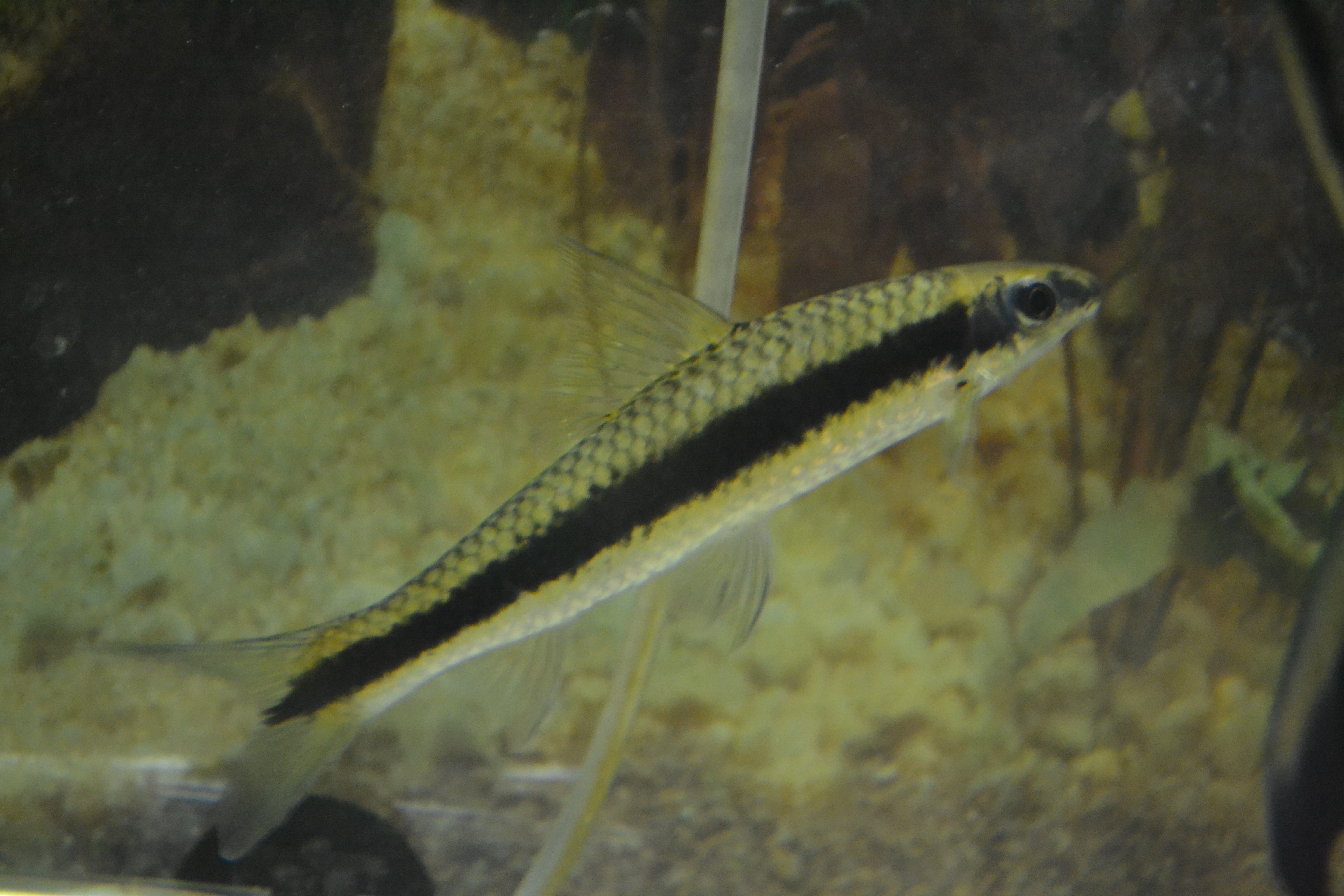
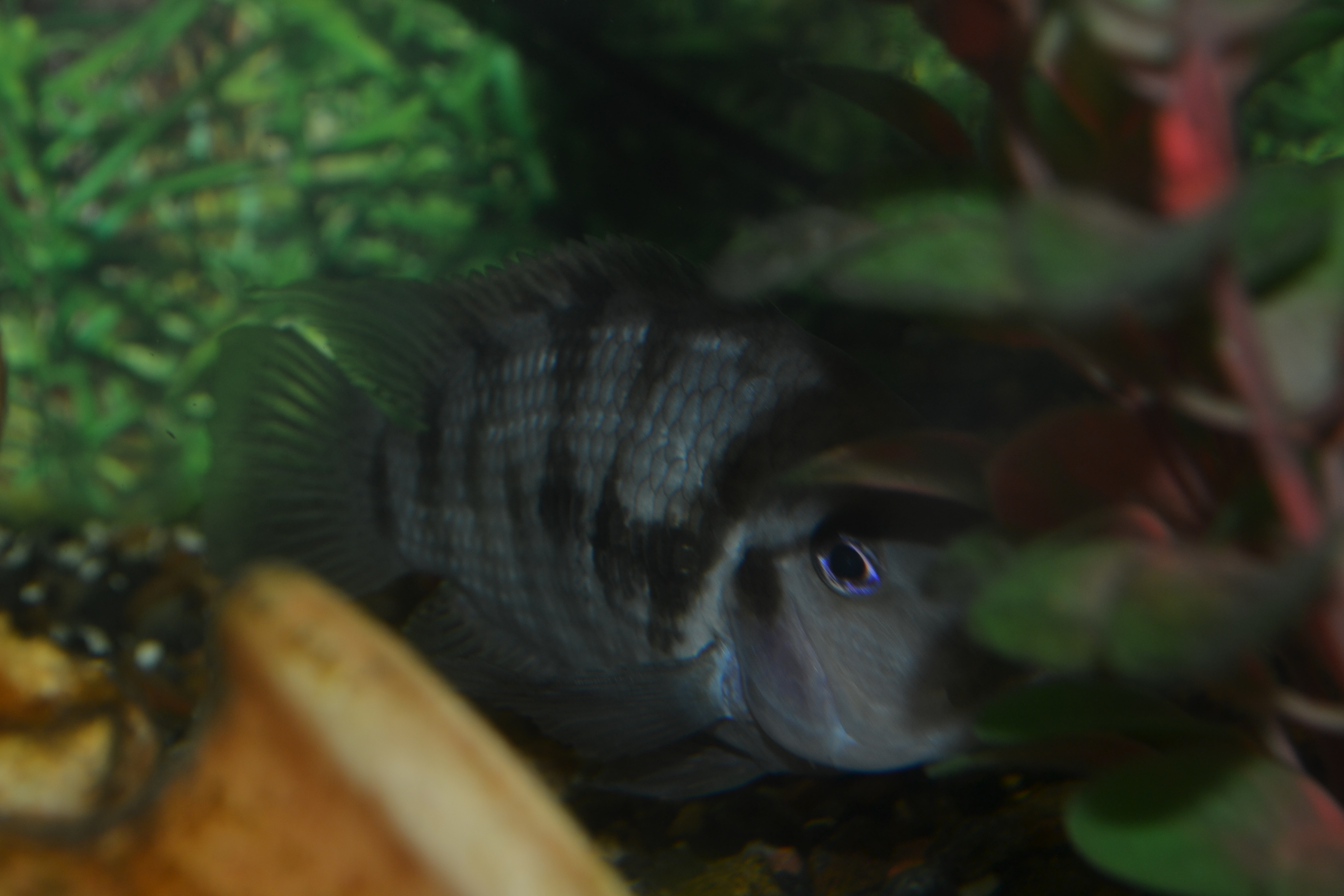
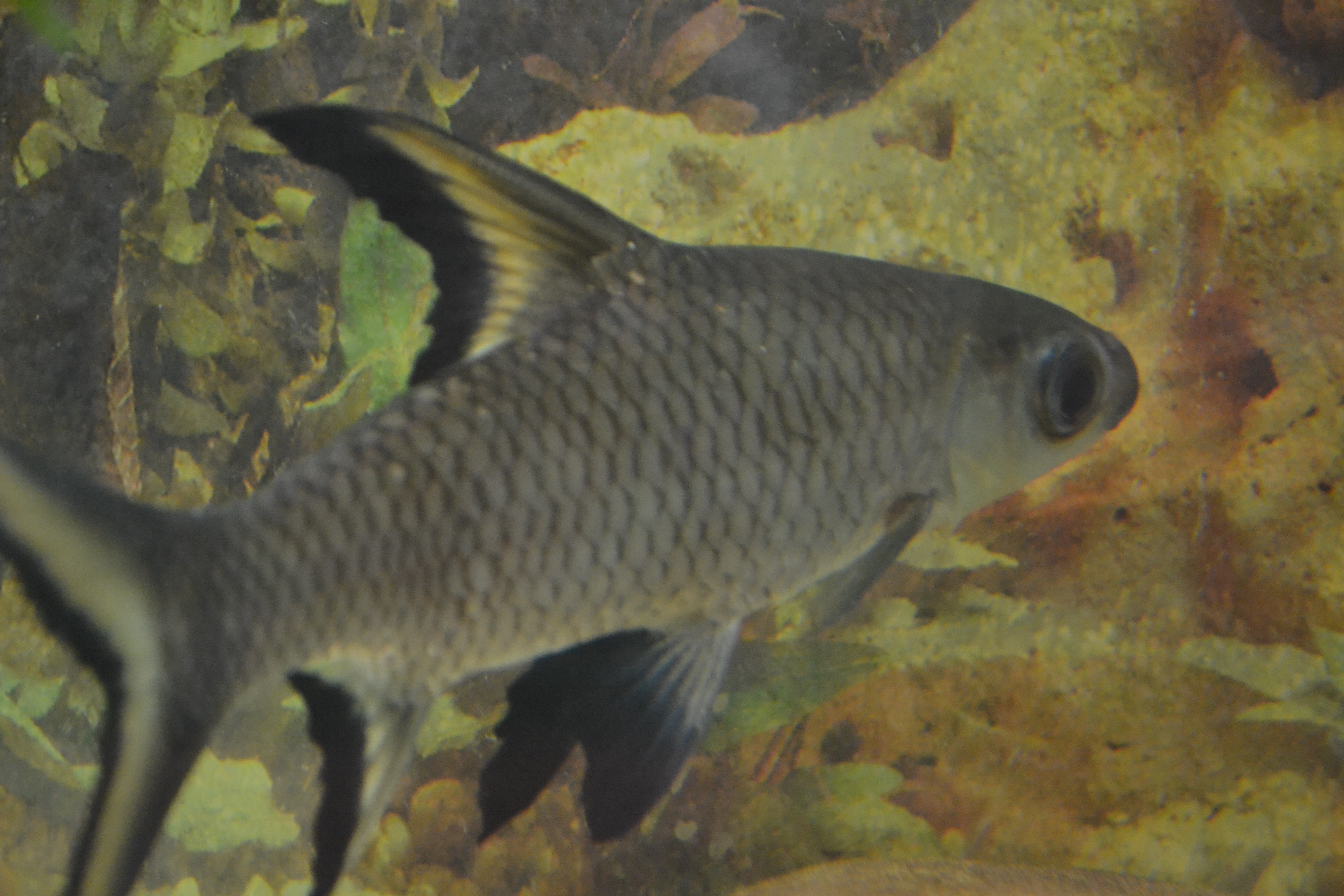
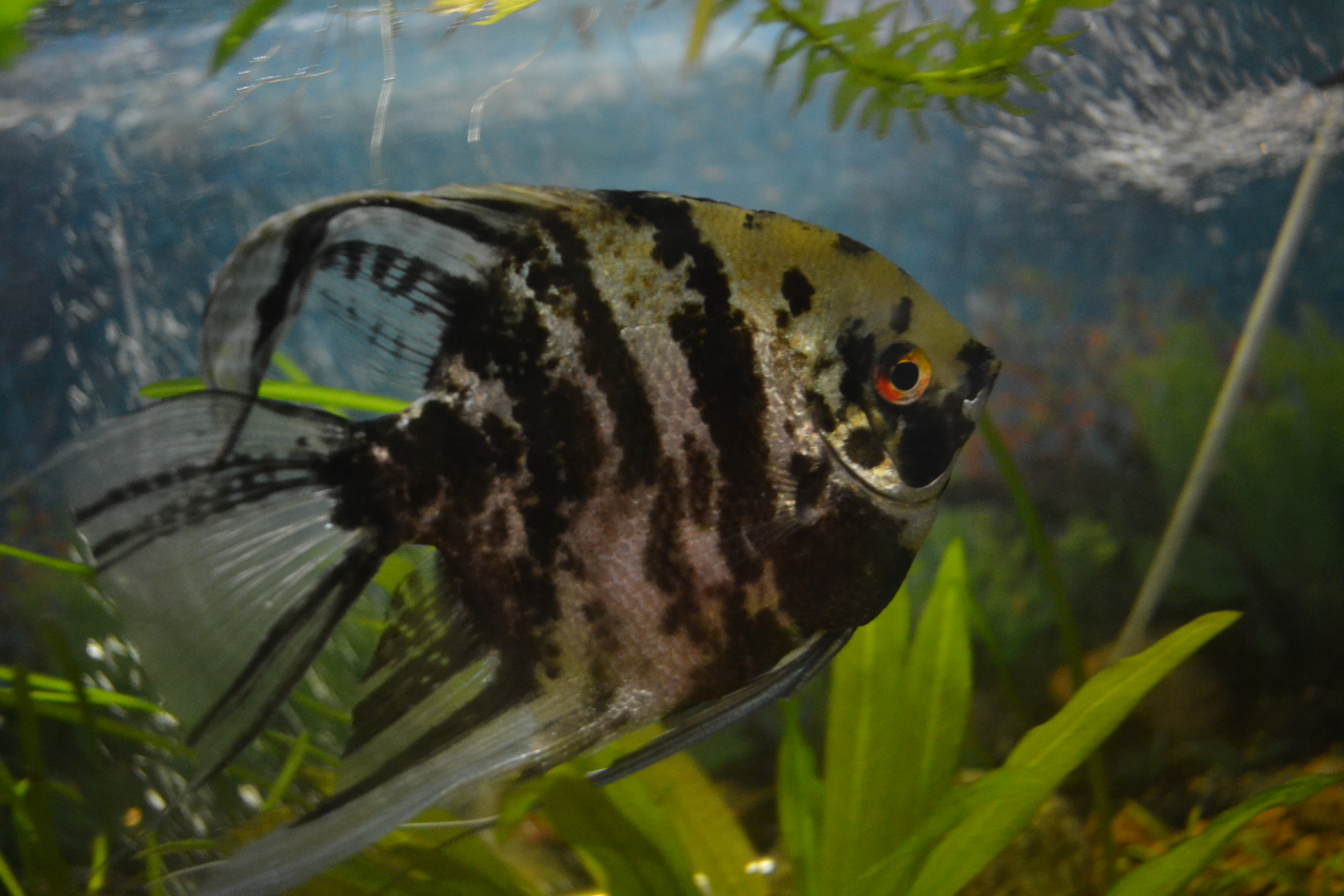
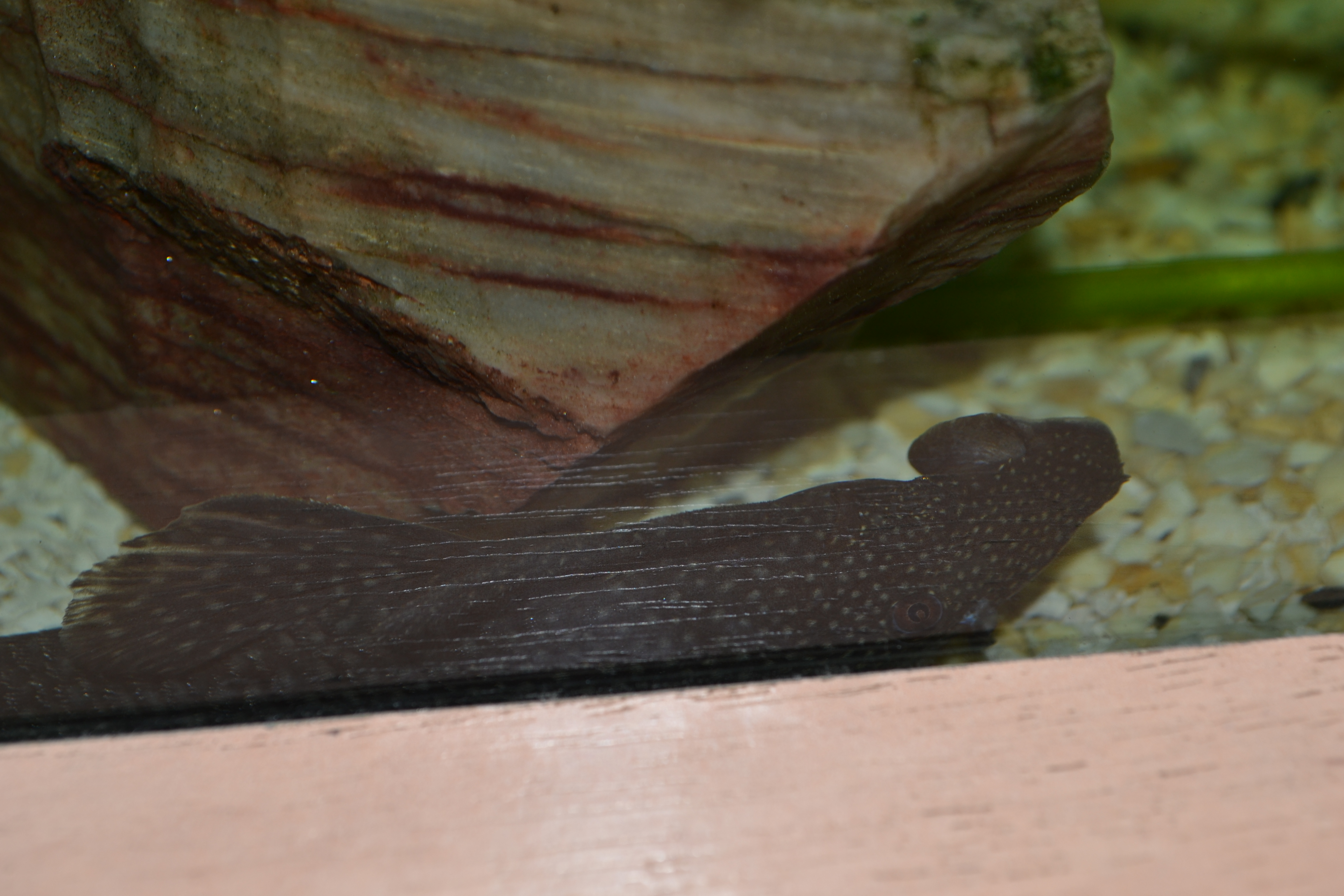
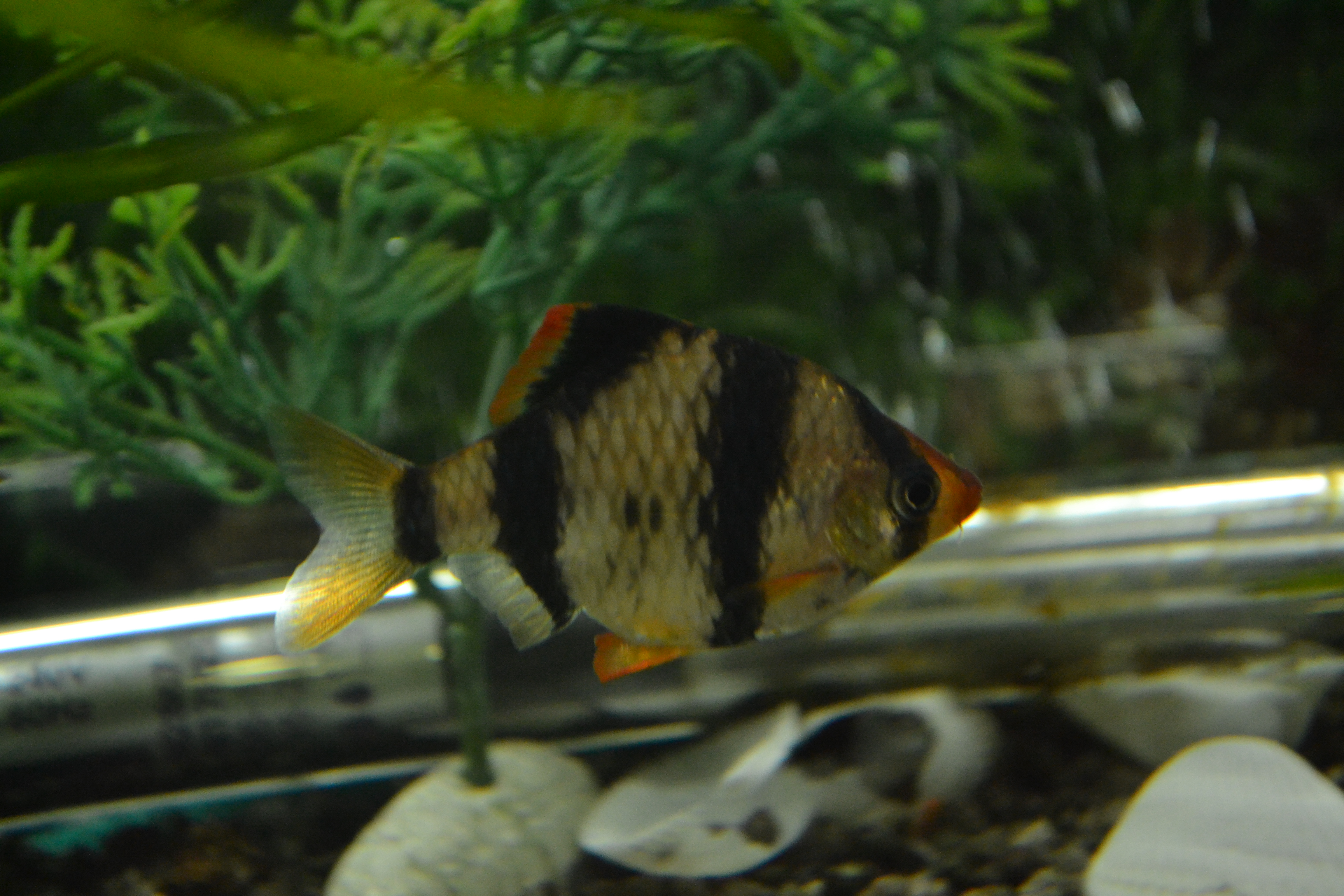
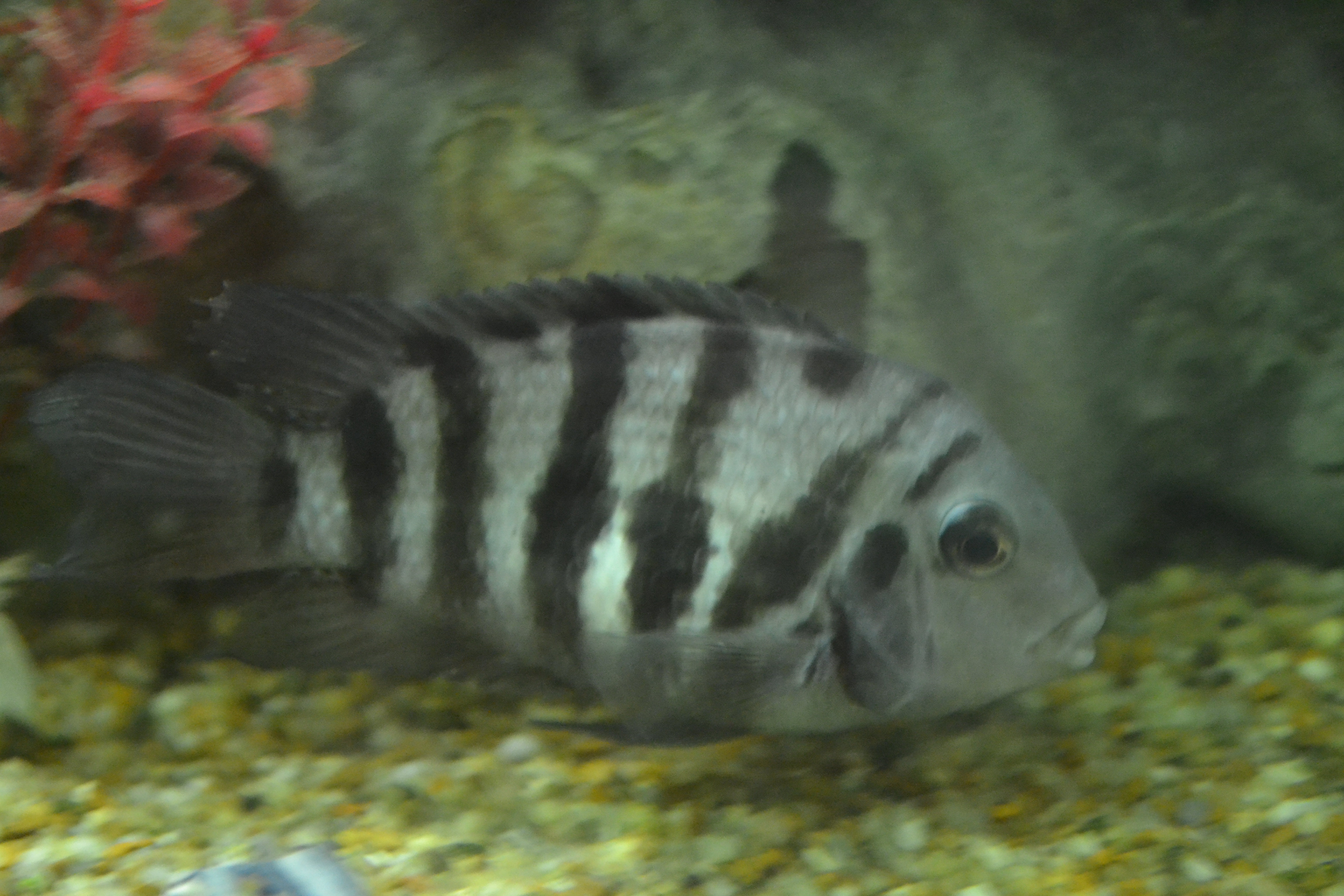

## Галерея

### Галерея тварин

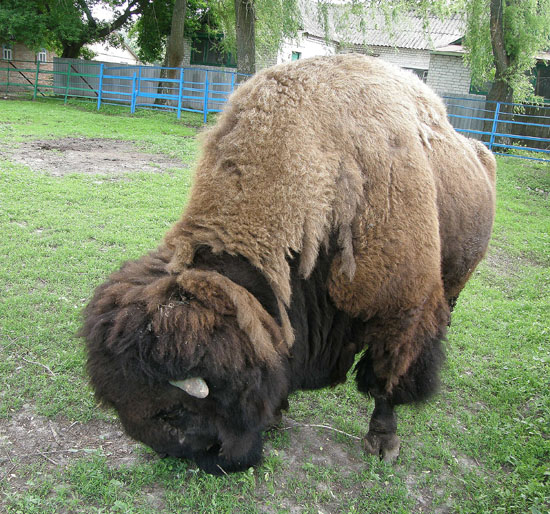
Бізон
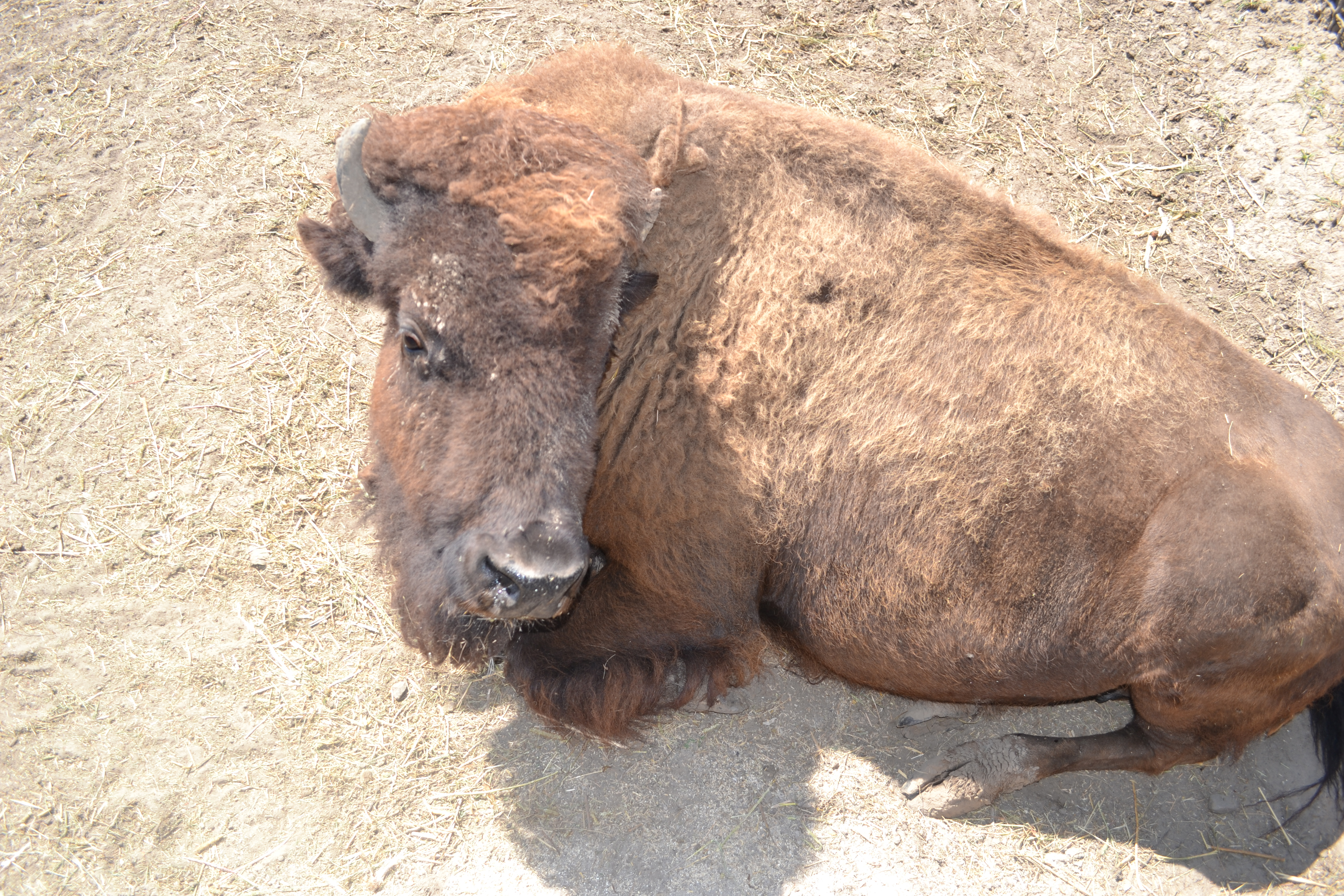
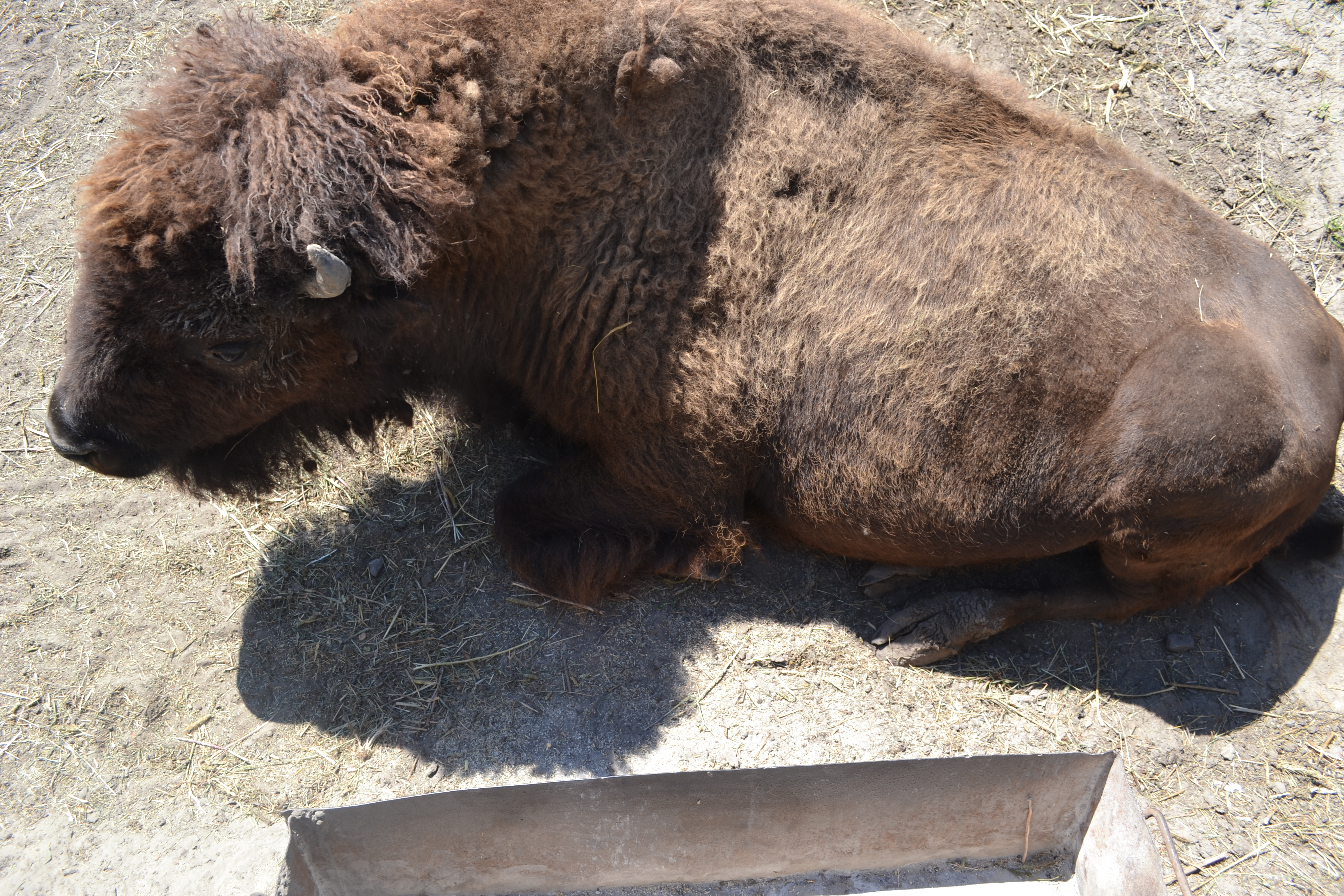
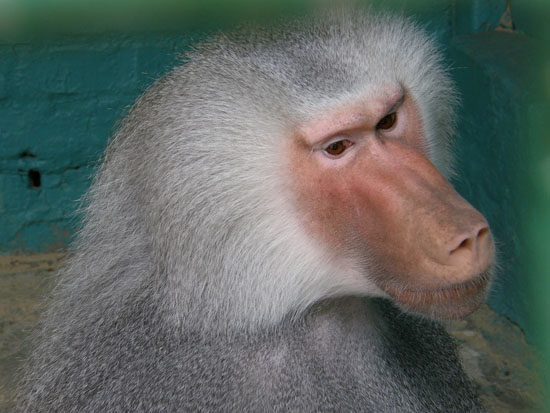
Макака японська
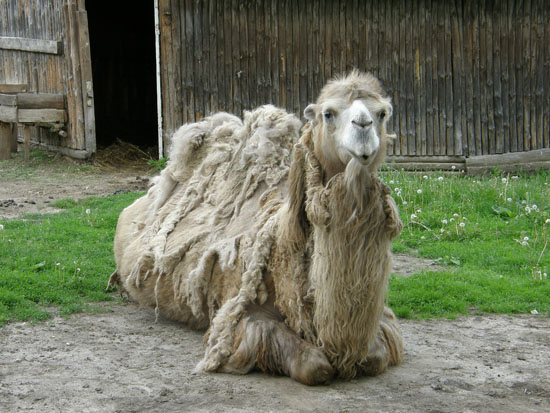
Верблюд
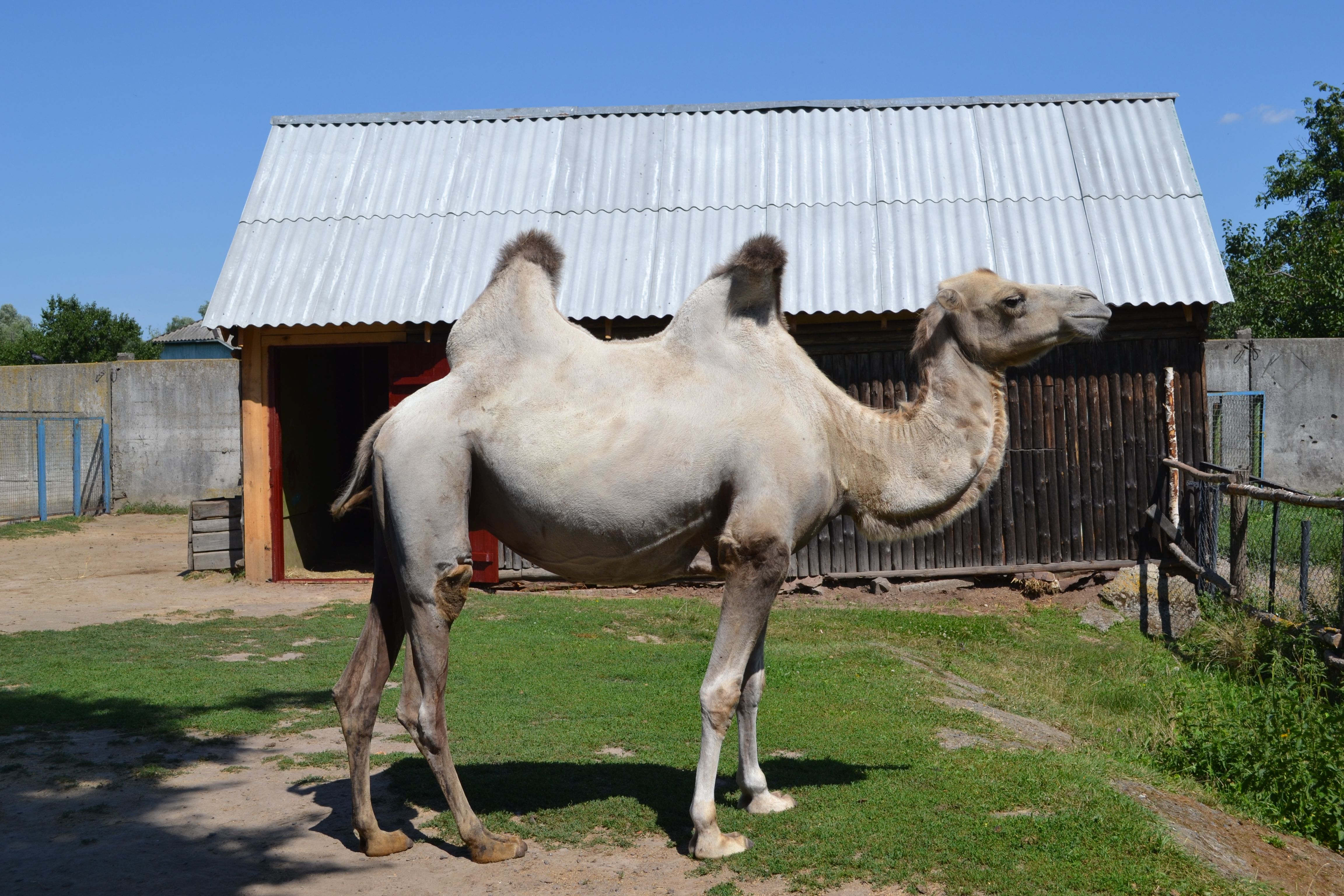
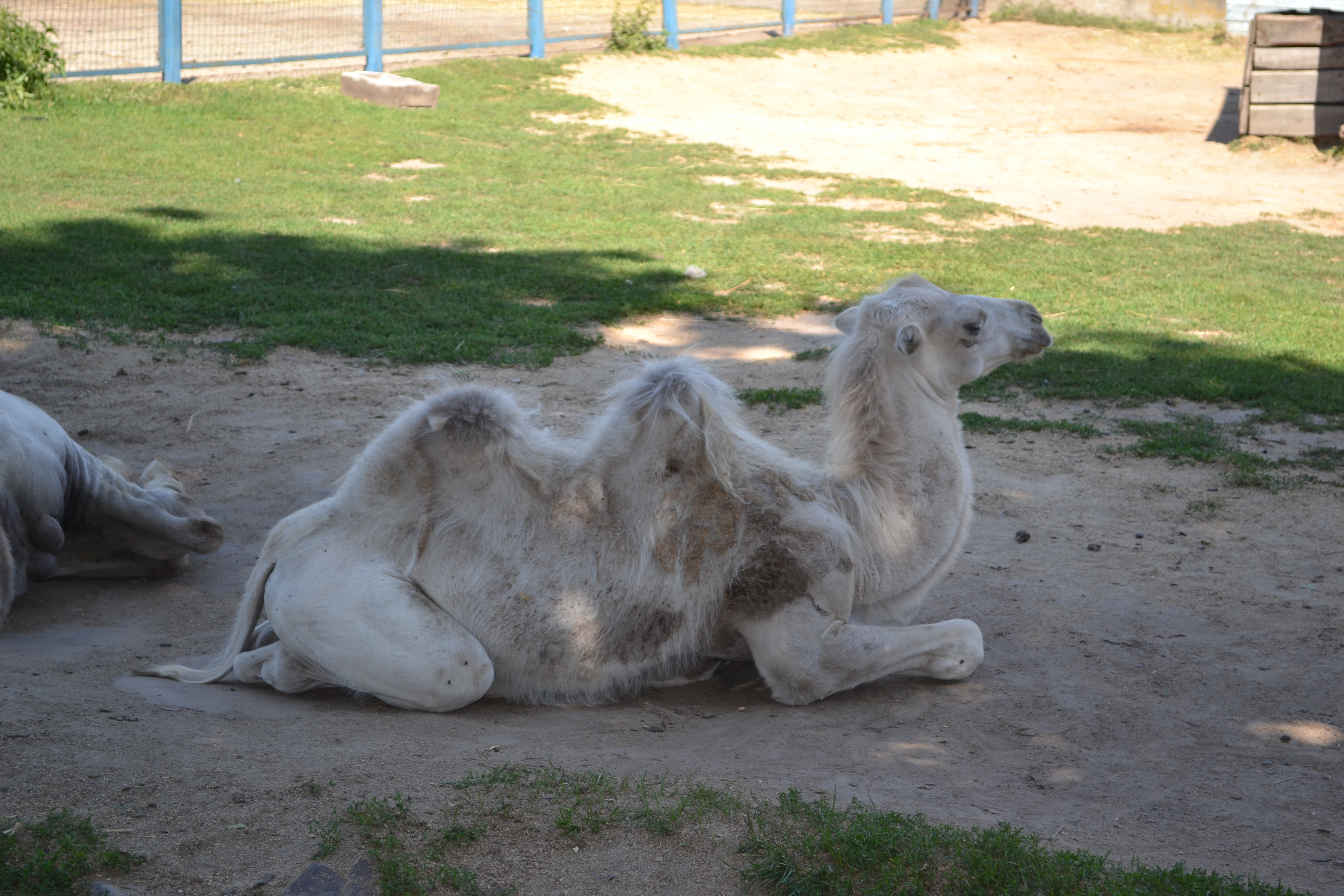
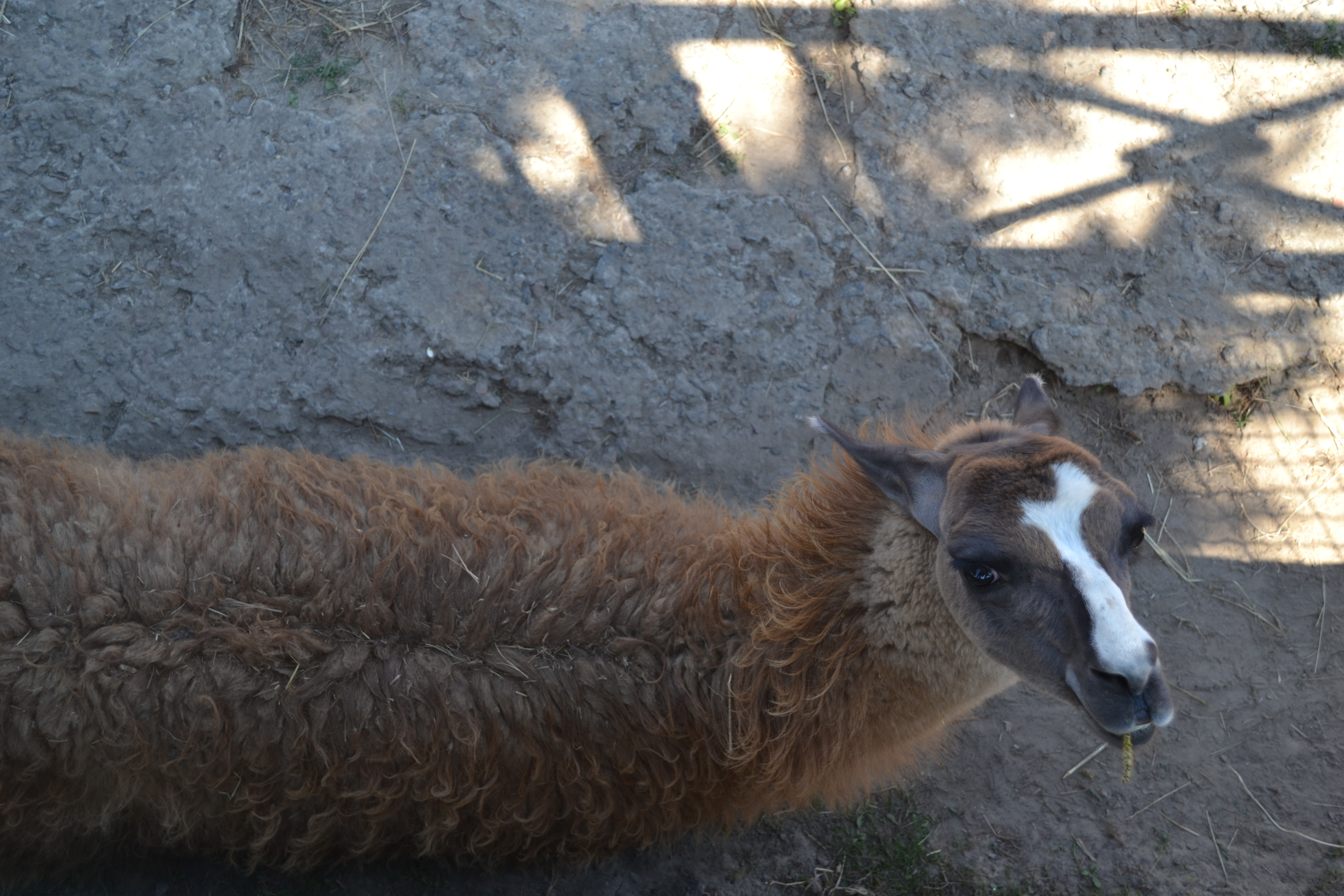
Лама
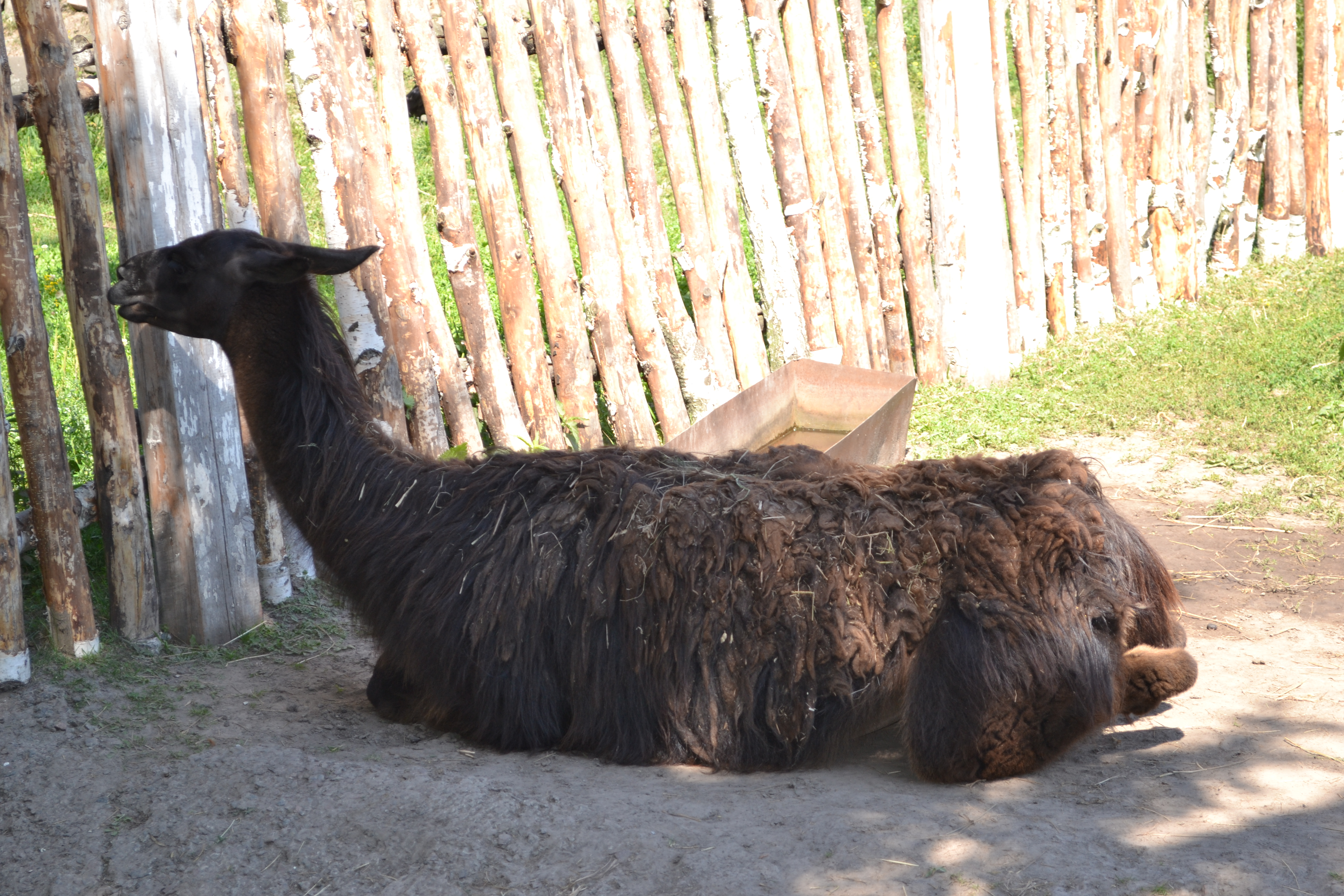
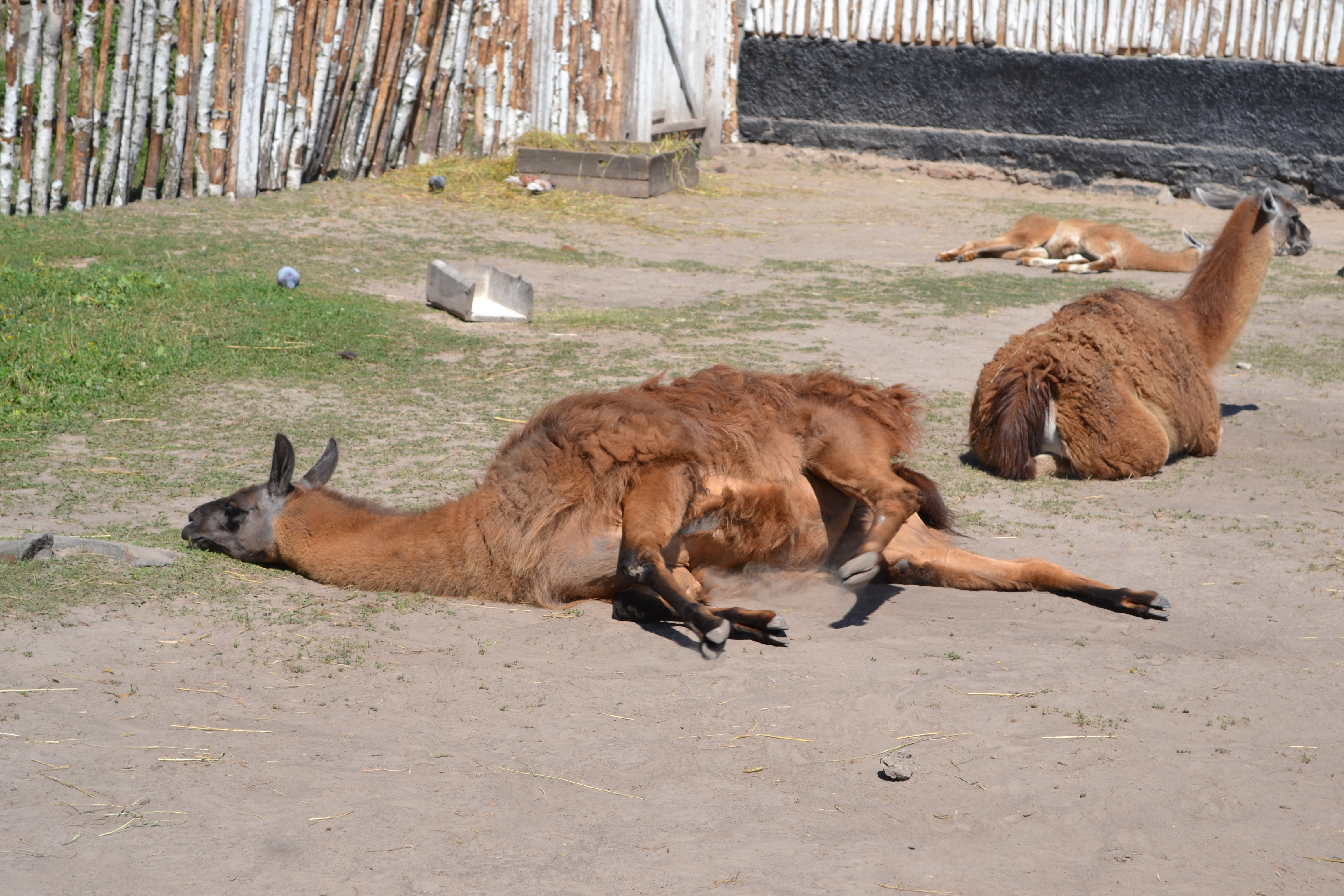
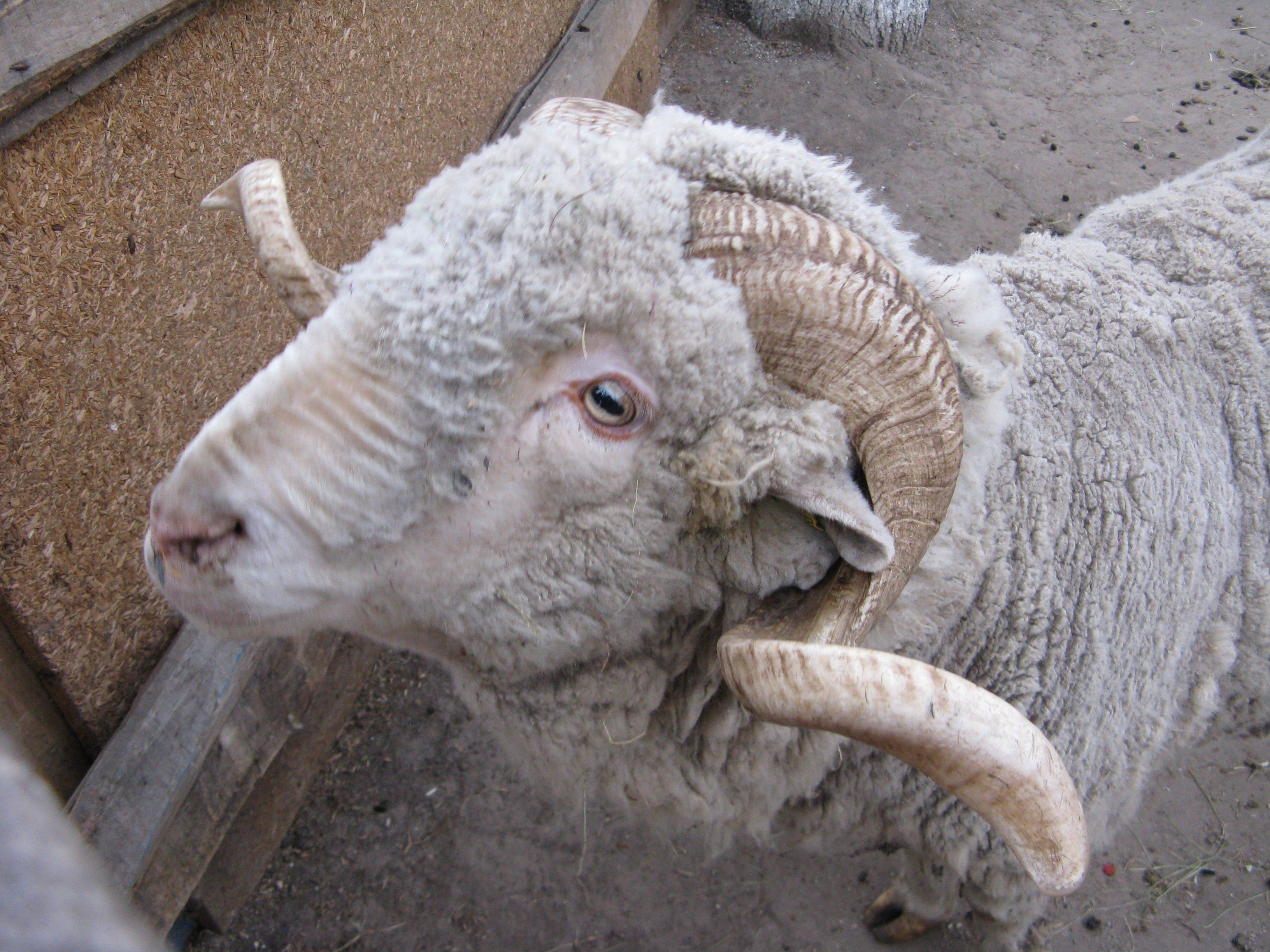
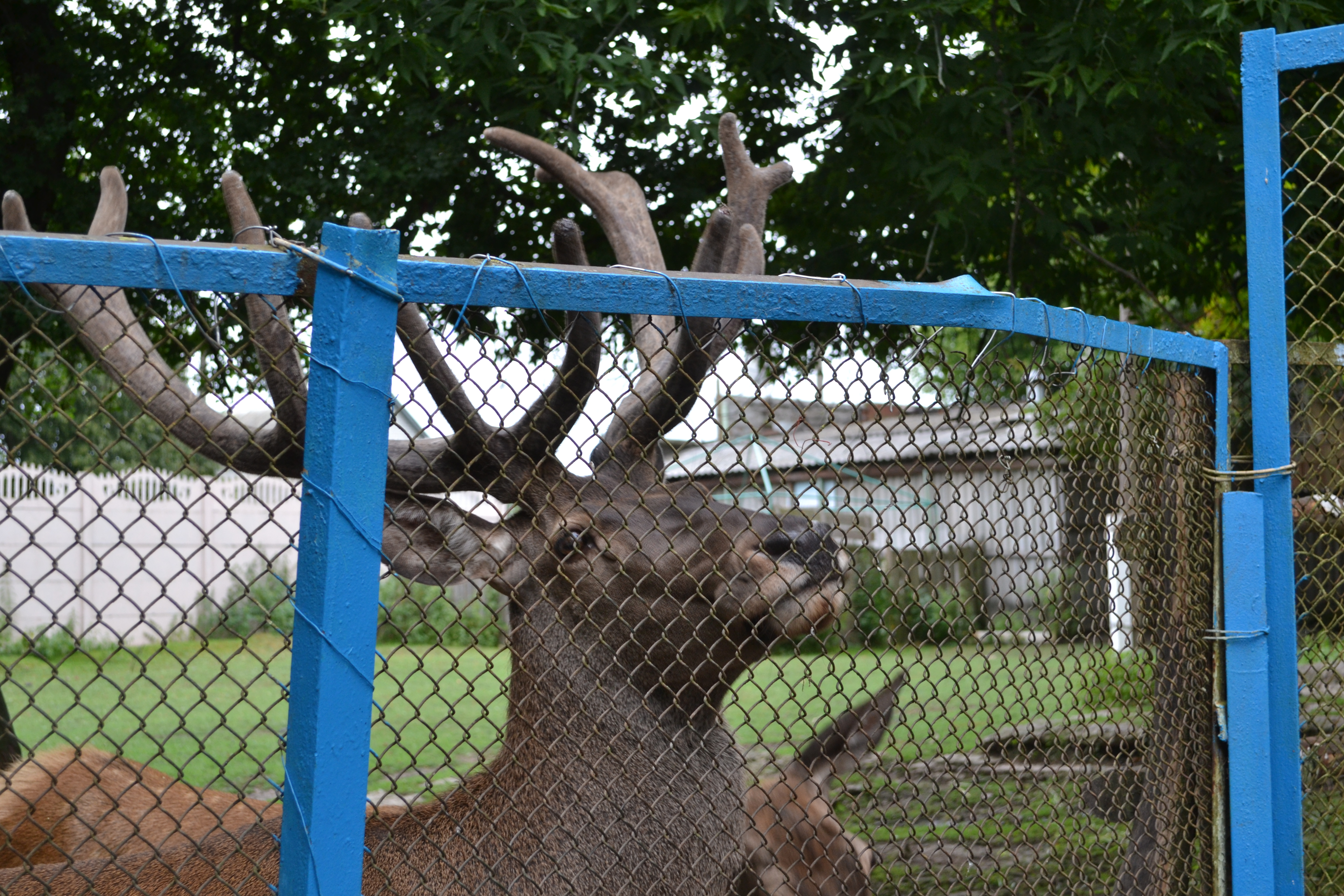

### Галерея хижаків

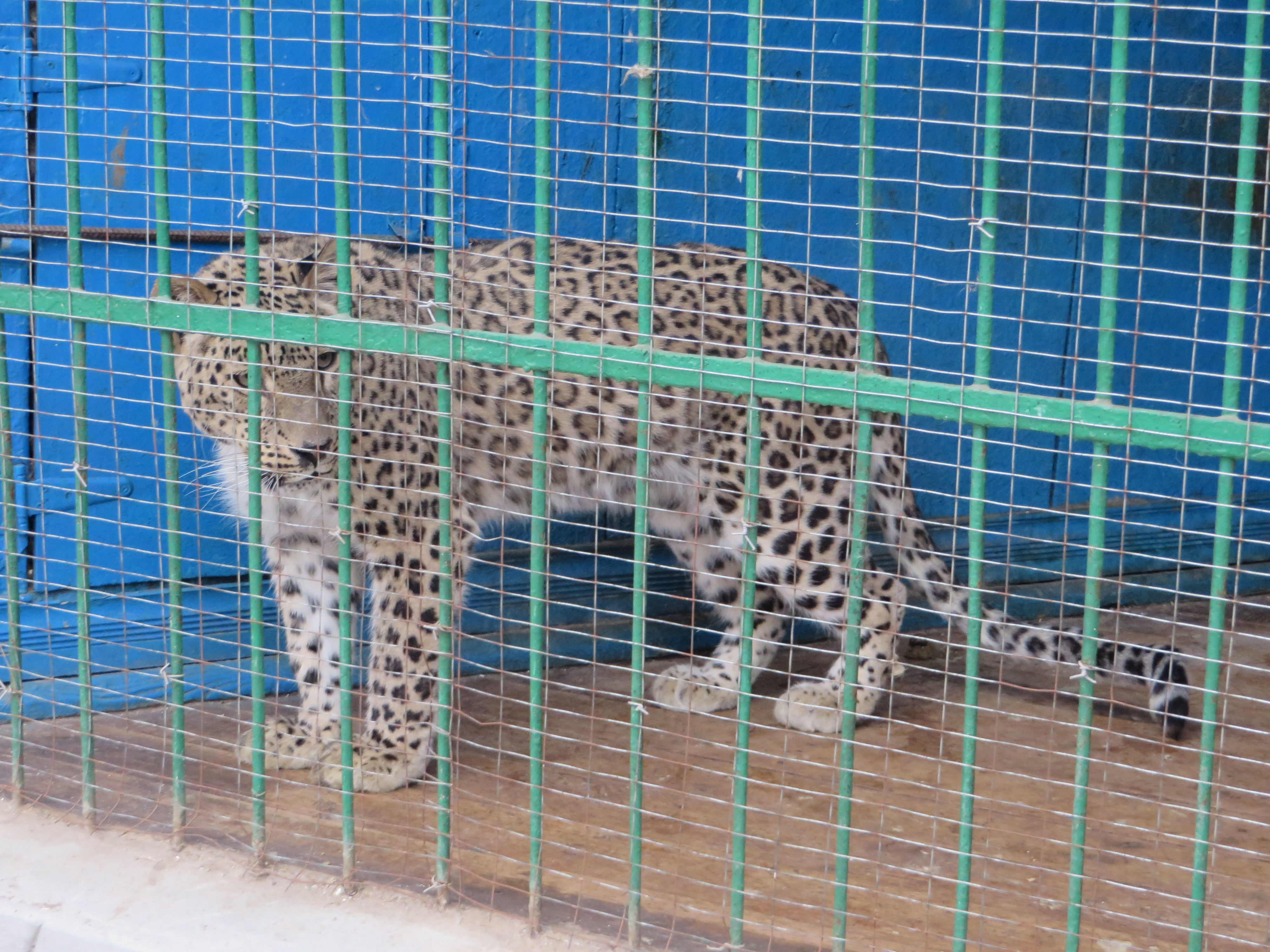
Леопард
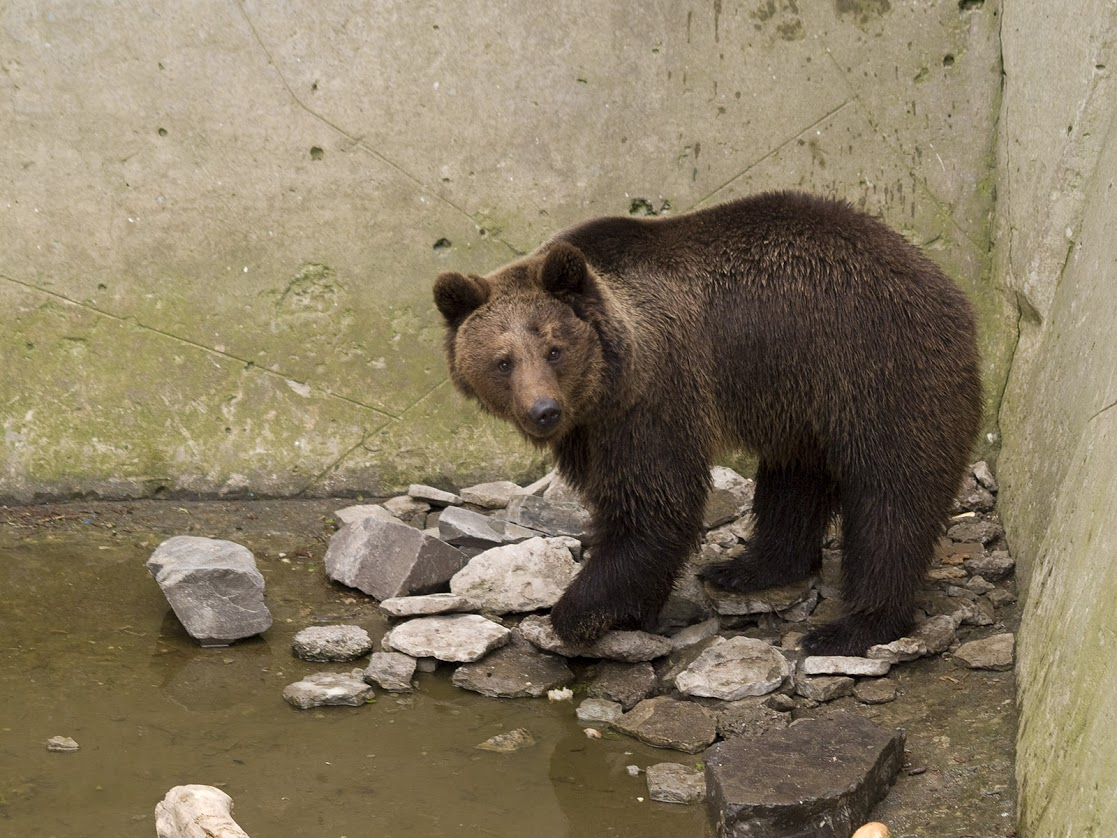
Ведмідь
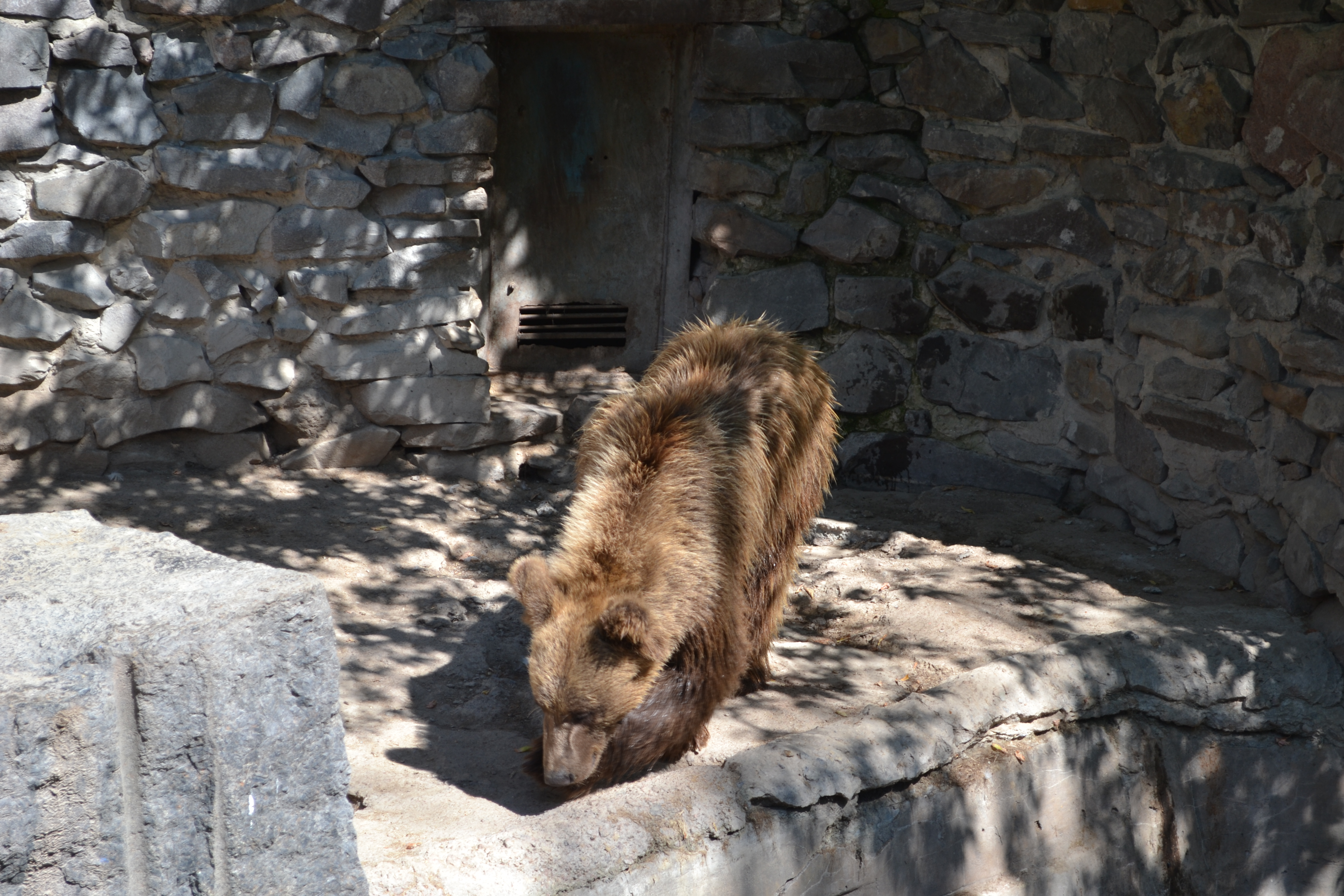
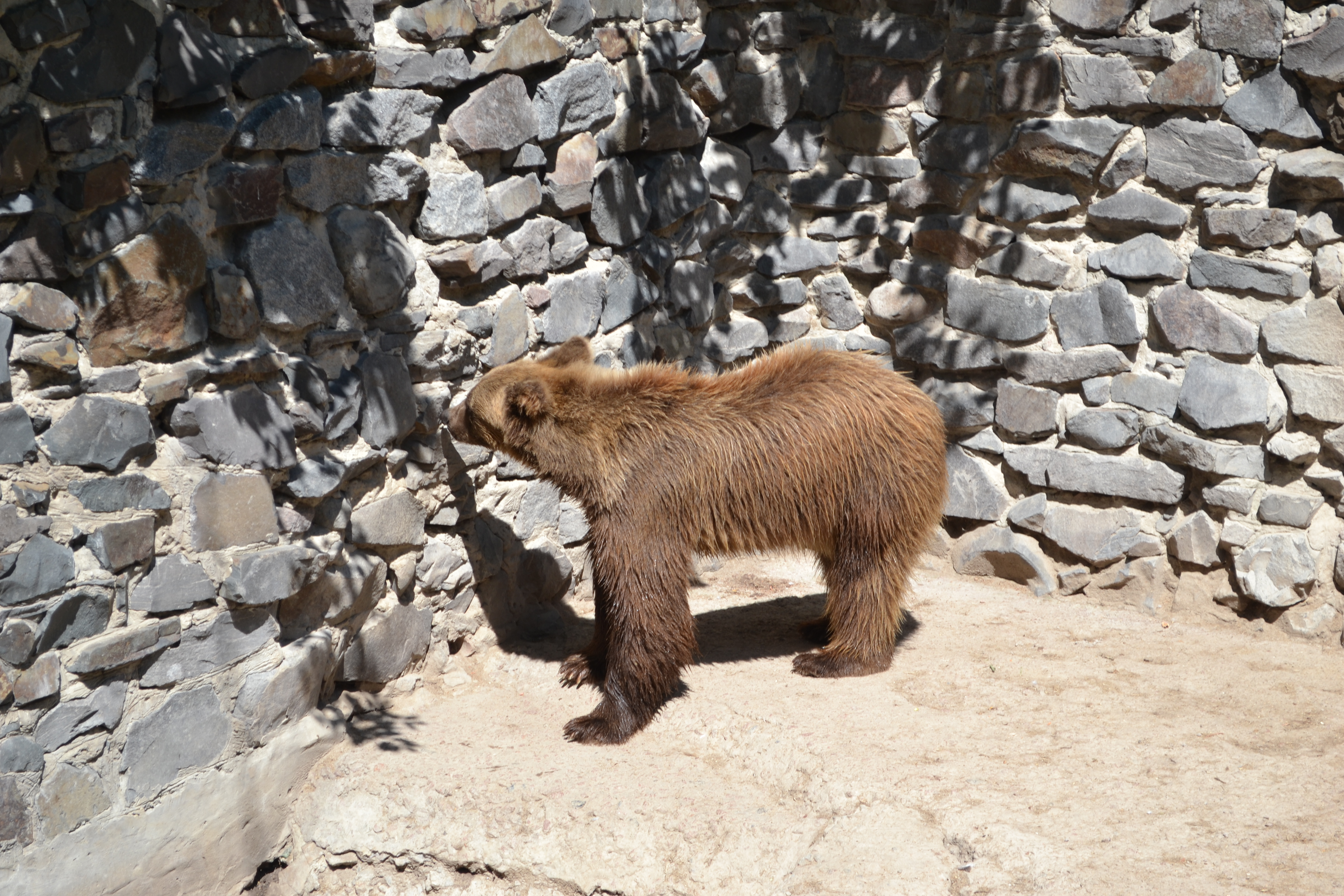
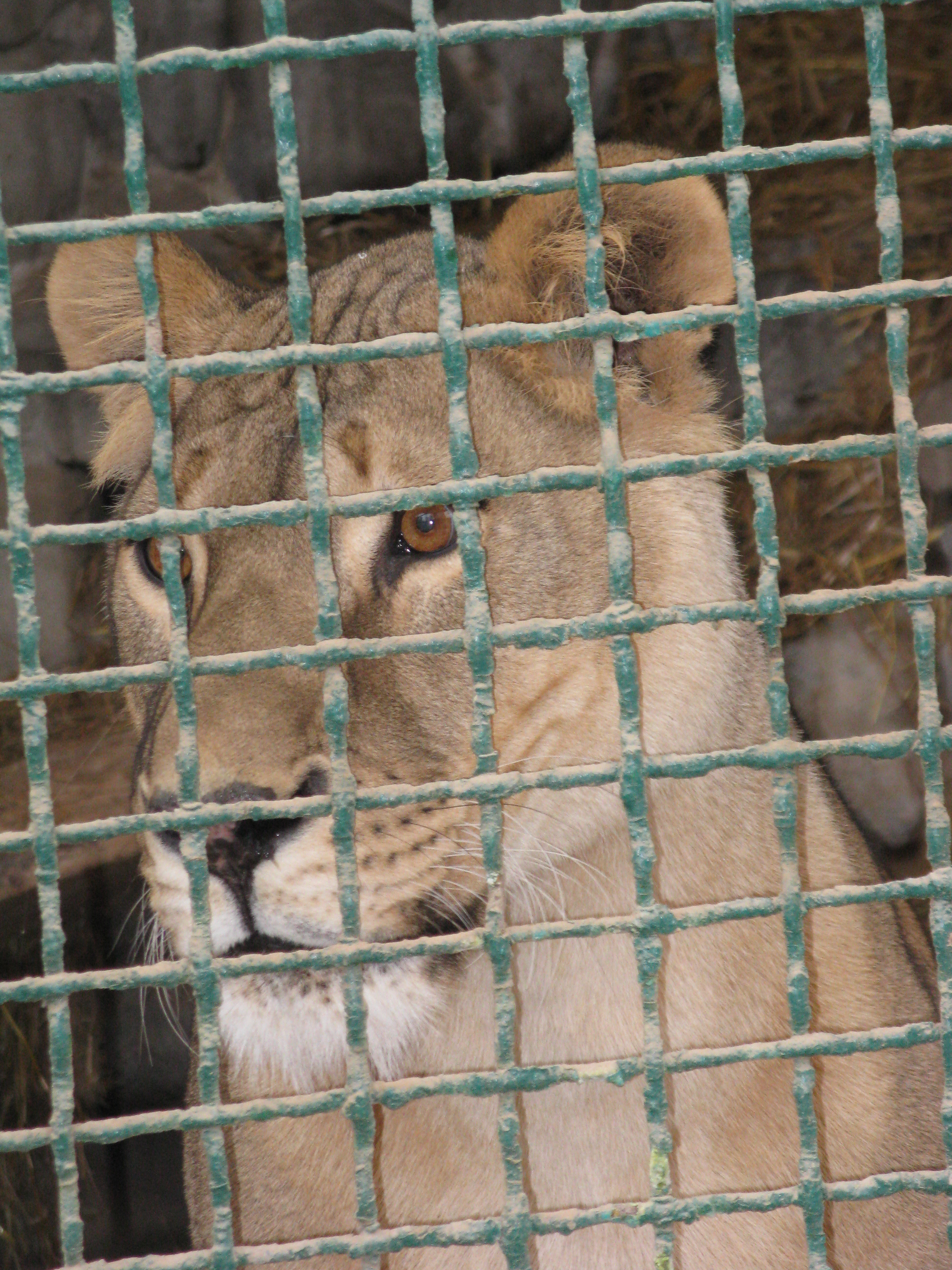
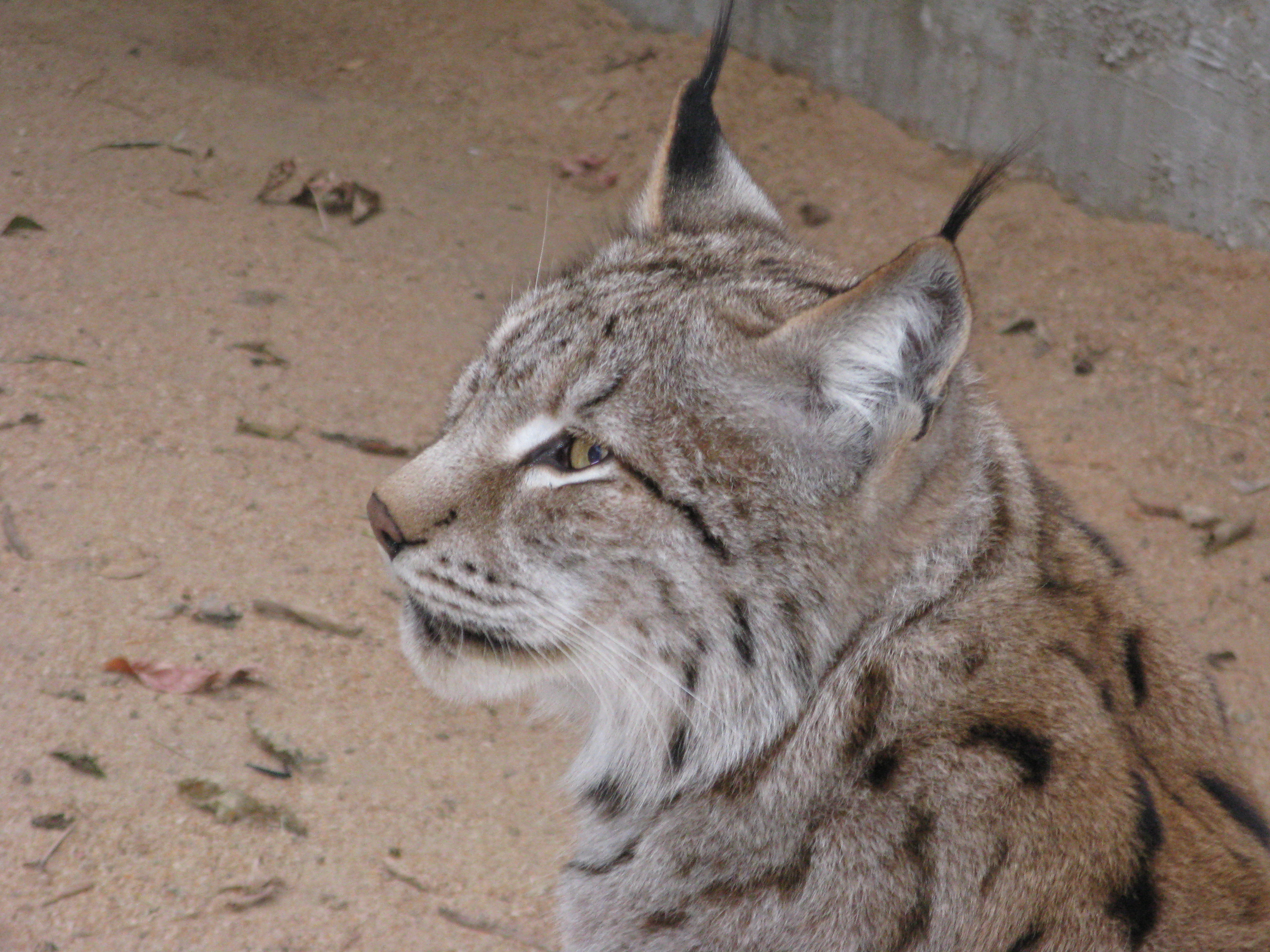

### Галерея птахів

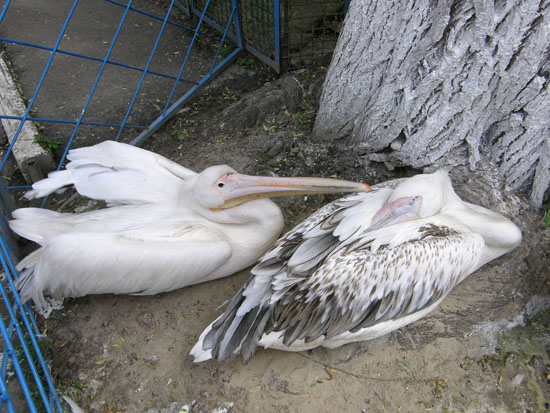
Пелікани
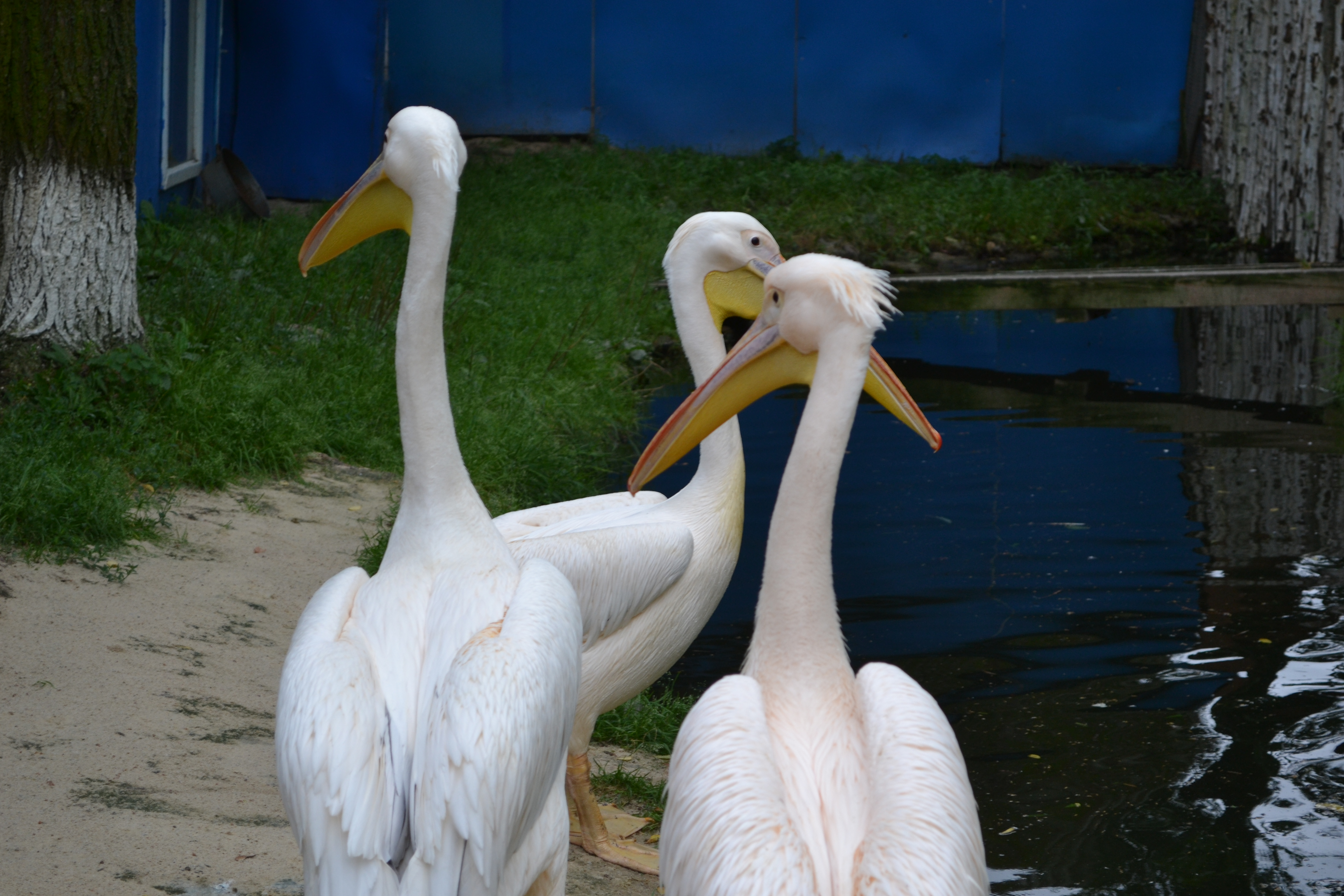
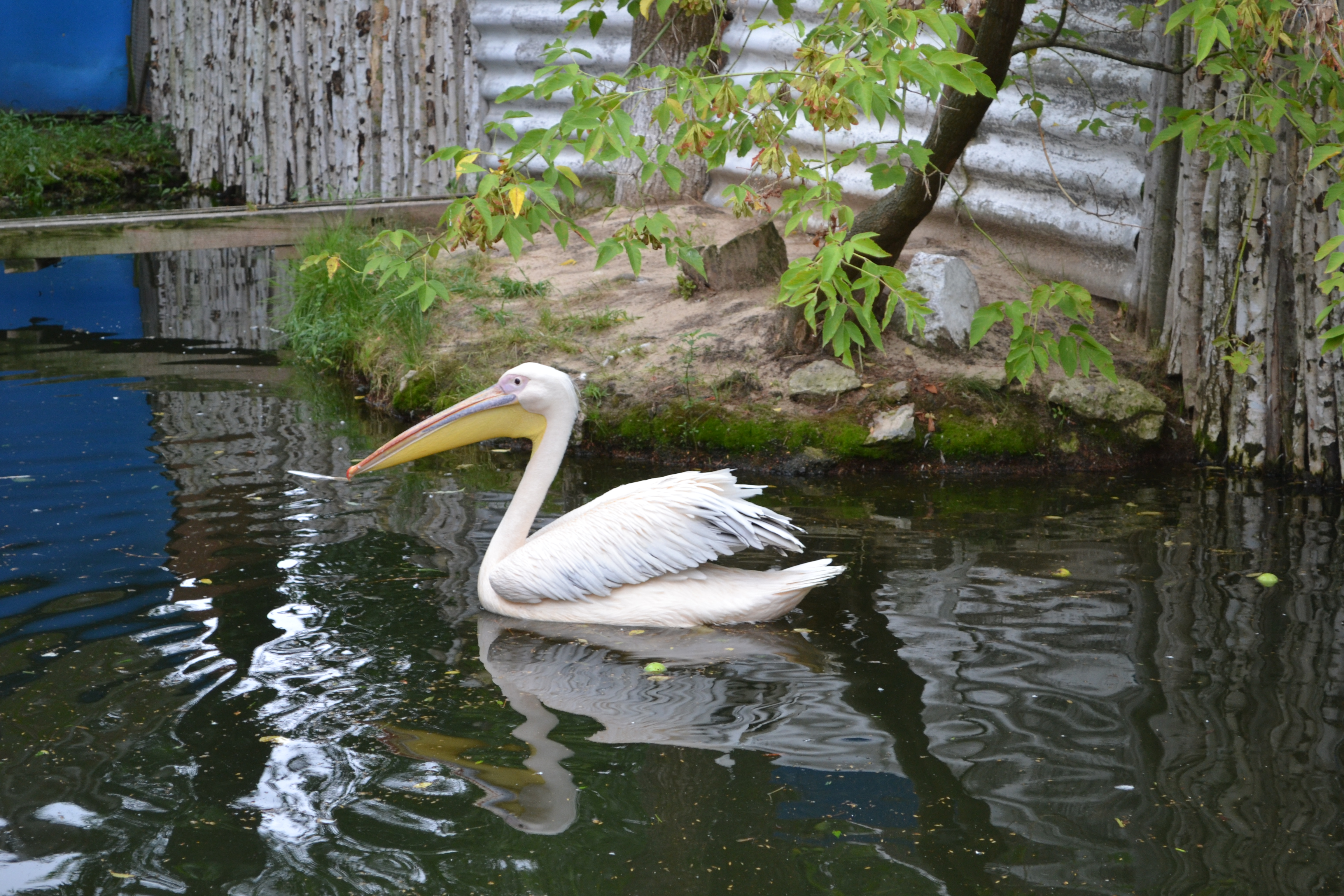
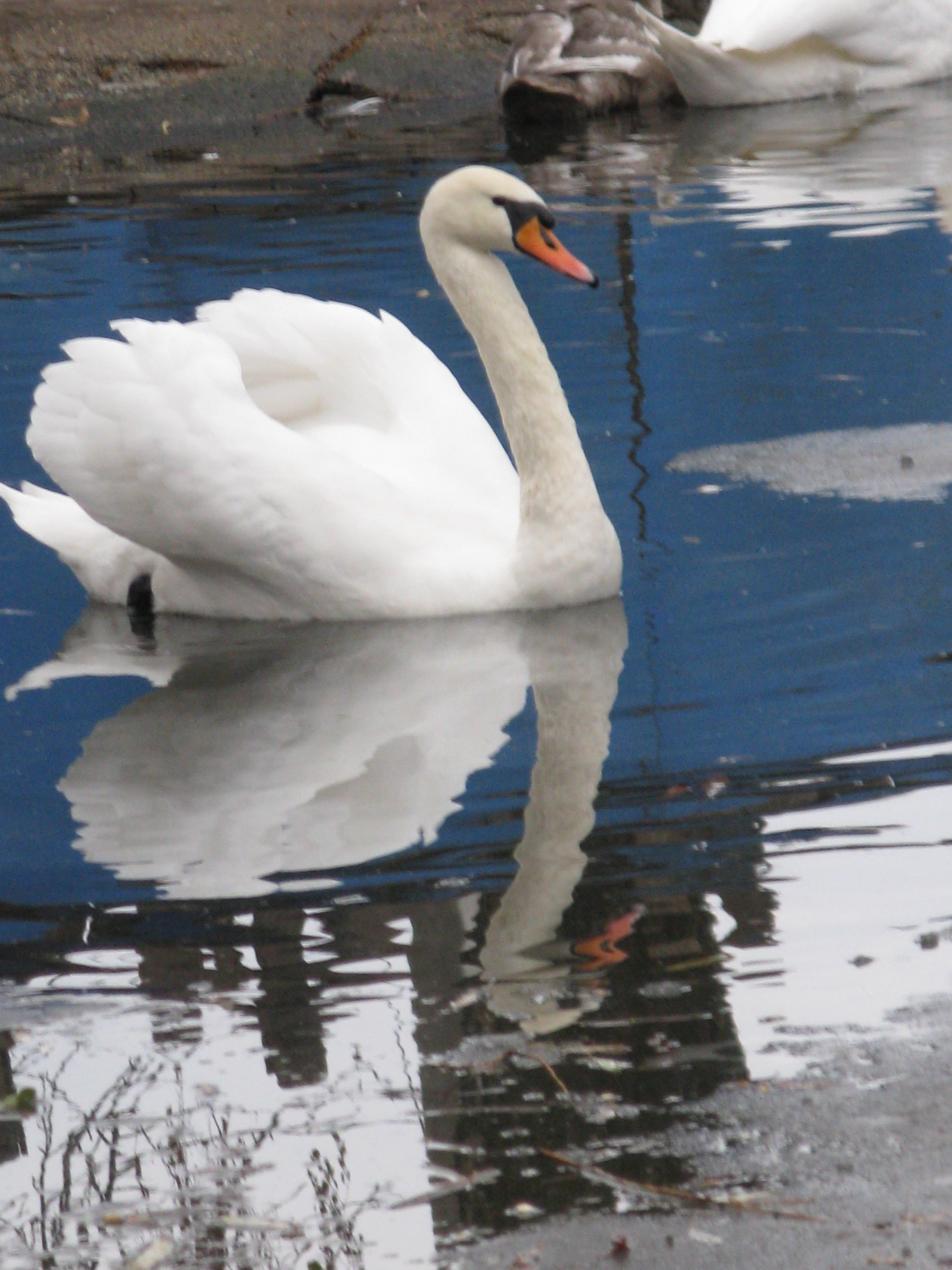
Лебеді
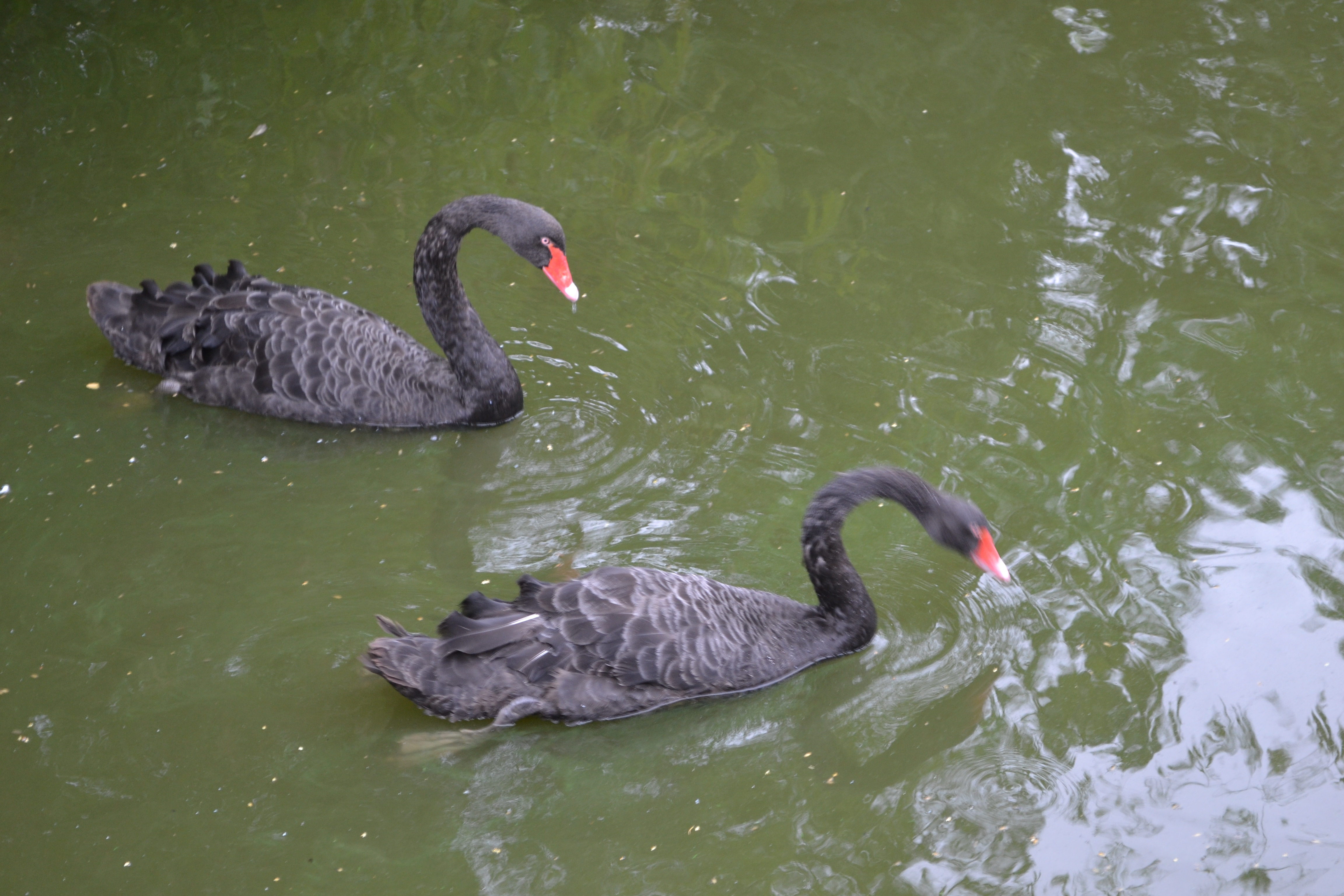
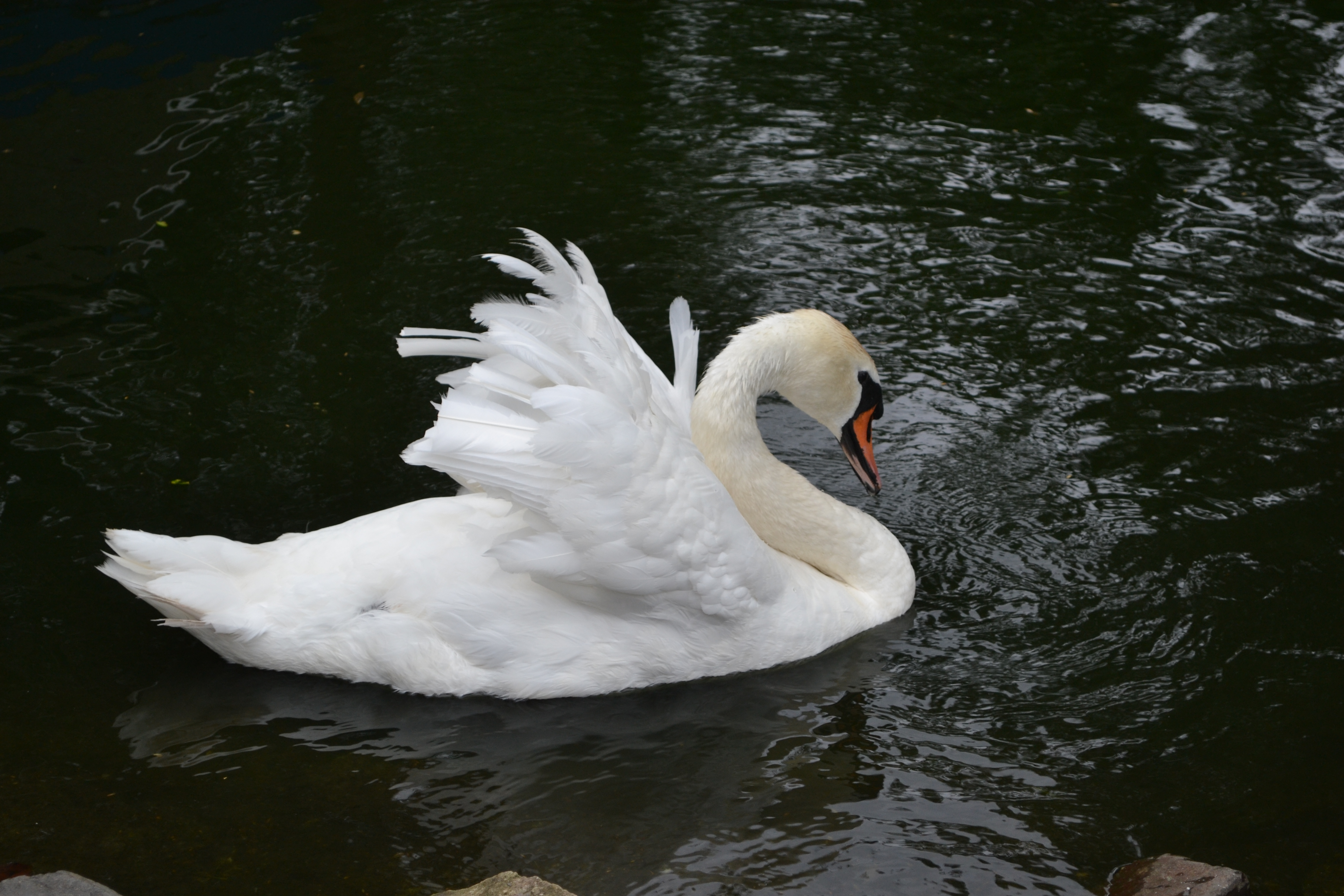